# Buick Regal
Der Buick Regal ist ein PKW der Mittelklasse, den Buick von 1973 bis 2004 herstellte, zunächst als Luxusausführung des Century. Mit diesem hatte er in vielfacher Hinsicht auch Karosserie und Antrieb gemein.
Auf der chinesischen Automobilausstellung Auto Shanghai wurde im Herbst 2009 ein neues Modell des Buick Regal mit dem Markennamen Buick vorgestellt, der bis auf den Namen mit dem im Herbst 2008 erschienenen Opel Insignia identisch ist. Dieser wurde bis 2020 auch in Nordamerika vertrieben, seitdem nur noch in China. 

## Century Regal / Regal (1973–1977)
Buick war 1963 die erste GM-Division, die ein Personal Luxury Car herausbrachte, den Riviera in der oberen Mittelklasse. Bei der Entwicklung solcher Fahrzeuge für die Mittelklasse brachte Pontiac bereits vor Buick 1969 den Grand Prix heraus und Chevrolet im Jahr darauf den Monte Carlo. Zur gleichen Zeit fügte Oldsmobile ihrem Mittelklasse-Modell Cutlass das zweitürige Coupé Supreme hinzu, das zum meistverkauften Mittelklassewagen der Marke wurde.
So führte Buick 1973 den Regal als Konkurrenzmodell zu Cutlass Supreme, Grand Prix und Monte Carlo ein. Es war das Topmodell der auf der GM-A-Plattform aufbauenden Century-Baureihe. Im gleichen Jahr wurde auch die GM-A-Plattform zum ersten Mal seit 1968 überarbeitet, und ebenso die GM-G-Plattform, auf der Monte Carlo und Grand Prix aufgebaut waren.
Als gut ausgestattetes Hardtop-Coupé der Century-Reihe besaß der erste Regal die gleiche Fahrzeugfront und das gleiche Heck – nicht aber Kühlergrill und Rücklichter – wie der Century. Außerdem verfügte der Regal, wie die Modelle Grand Prix, Monte Carlo, Cutlass Supreme und der billigere Century Luxus, über die „Colonade“-Hardtop-Dachlinie (ein Hardtop mit B-Säule, aber Türen mit rahmenlosen Fenstern). Wie ihre Parallelmodelle innerhalb des GM-Konzerns besaßen der Regal und der Century Luxus neumodische „Opera Windows“ – kleine feststehende, mit Blech gerahmte Seitenscheiben anstatt sonst üblicher Kurbelfenster.
Im Modelljahr 1973 gab es nur das zweitürige Hardtop-Coupé, aber 1974 kam eine viertürige Hardtop-Limousine im gleichen Stil dazu. Beide Karosserieformen wurden bis 1977 angeboten.
Die Regal-Inneneinrichtungen waren immer luxuriöser ausgestattet als die billigeren Century-Modelle; sie besaßen Holzoberflächen an Armaturenbrett und Türverkleidungen und Rücksitze mit Mittelarmlehne in Stoff, Velours oder mit Vinyl bezogen. Während der gesamten Modelllaufzeit gab es auf Wunsch eine im Verhältnis 40/60 teilbaren Rücksitzbank mit Mittelarmlehne. In den Modelljahren 1976 und 1977 gab es den Regal mit einer S/R-Ausstattung, die Liegesitze mit Codoroy-Polsterung. Das Modell wurde fünf Jahre lang ohne wesentliche Veränderungen produziert.
Im Herbst 1975 gab es ein Facelift für das Coupé, die Limousine blieb bis Ende 1977 unverändert, bei dem neu zugelassene rechteckige Scheinwerfer Verwendung fanden (horizontal eingebaut bei den Coupés und vertikal bei den Limousinen – wie bei Pontiac Mitte der 1960er-Jahre).
Der Regal wurde üblicherweise von einem V8-Motor mit 5735 cm3 Hubraum und 150 PS Leistung angetrieben. Dieser gehörte 1973 und 1974 zur Grundausstattung. Ab 1975 war er auf Wunsch auch für das Coupé erhältlich, während er bei den Limousinen weiterhin die Grundmotorisierung darstellte. Der größere V8 mit 7456 cm3 Hubraum und 225 PS (1974: 210 PS) Leistung war in den Modelljahren 1973 und 1974 auf Wunsch erhältlich.
Ab 1975 stellten die von 1964 bis 1967 im Skylark angebotenen V6-Motoren mit 3785 cm3 Hubraum und einer Leistung von anfangs 110 PS (ab 1976: 105 PS) die Basismotorisierung dar. Die Werkzeugsätze dafür hatte Buick an Kaiser Motors für den Jeep verkauft (Kaiser wurde 1970 von AMC aufgekauft, die den Jeep unter eigenem Namen weiterbauten). 1974 wurden diese von Buick wieder zurückgekauft. In den Modelljahren 1975 und 1976 waren die Buick-Modelle Century und Regal die einzigen Mittelklassewagen in den USA, für die ein V6-Motor erhältlich war.
Im Laufe des Jahres 1975 verschwand still und heimlich die Bezeichnung Century bei den Regal-Modellen.

Ein prominenter Fahrer eines solchen Buicks war Telly Savalas in der Serie Kojak – Einsatz in Manhattan. Des Weiteren waren die Polizeiwagen der „Metropolitan Police“ in den früheren Superman-Filmen vom Typ Buick Regal.

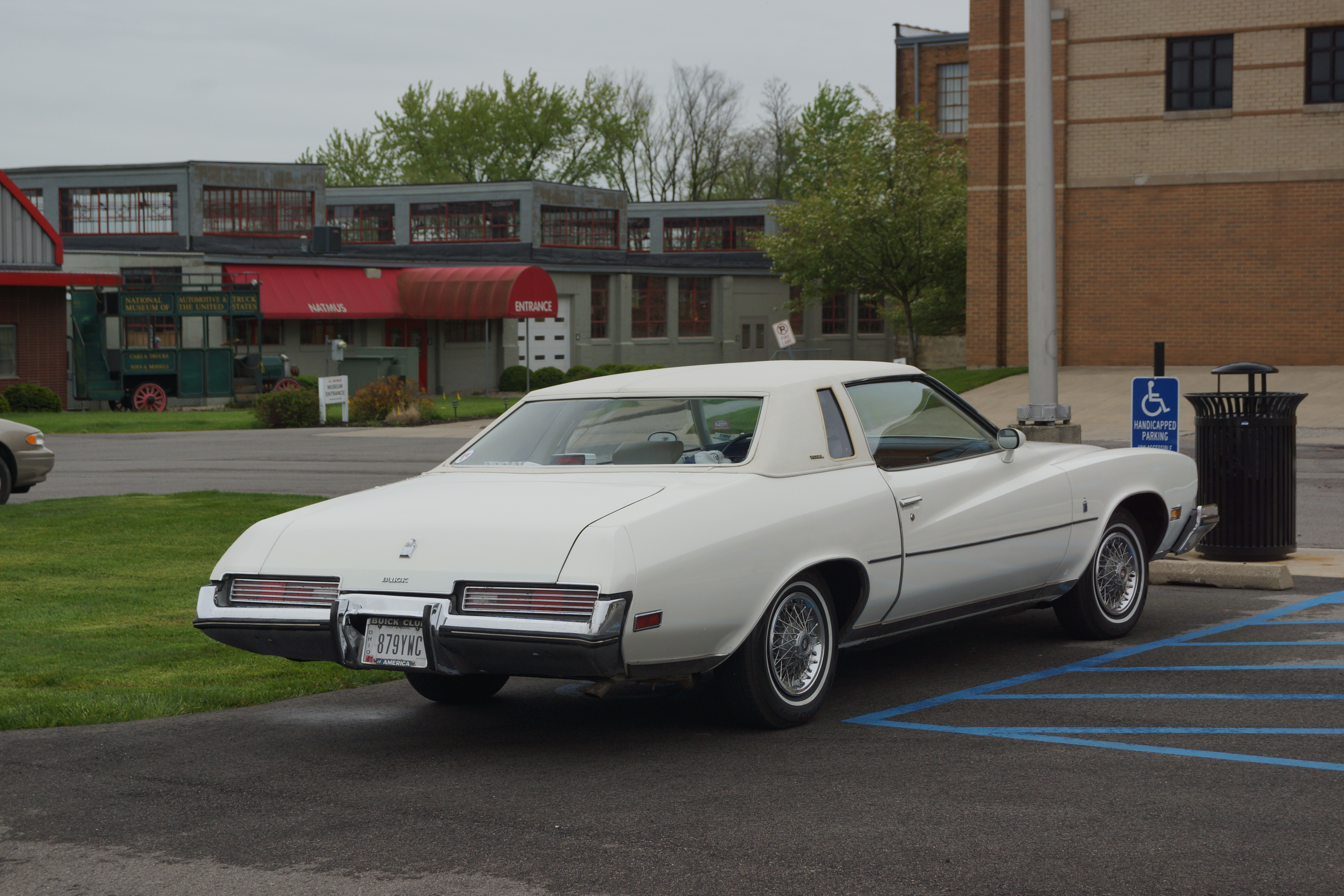
Heckansicht
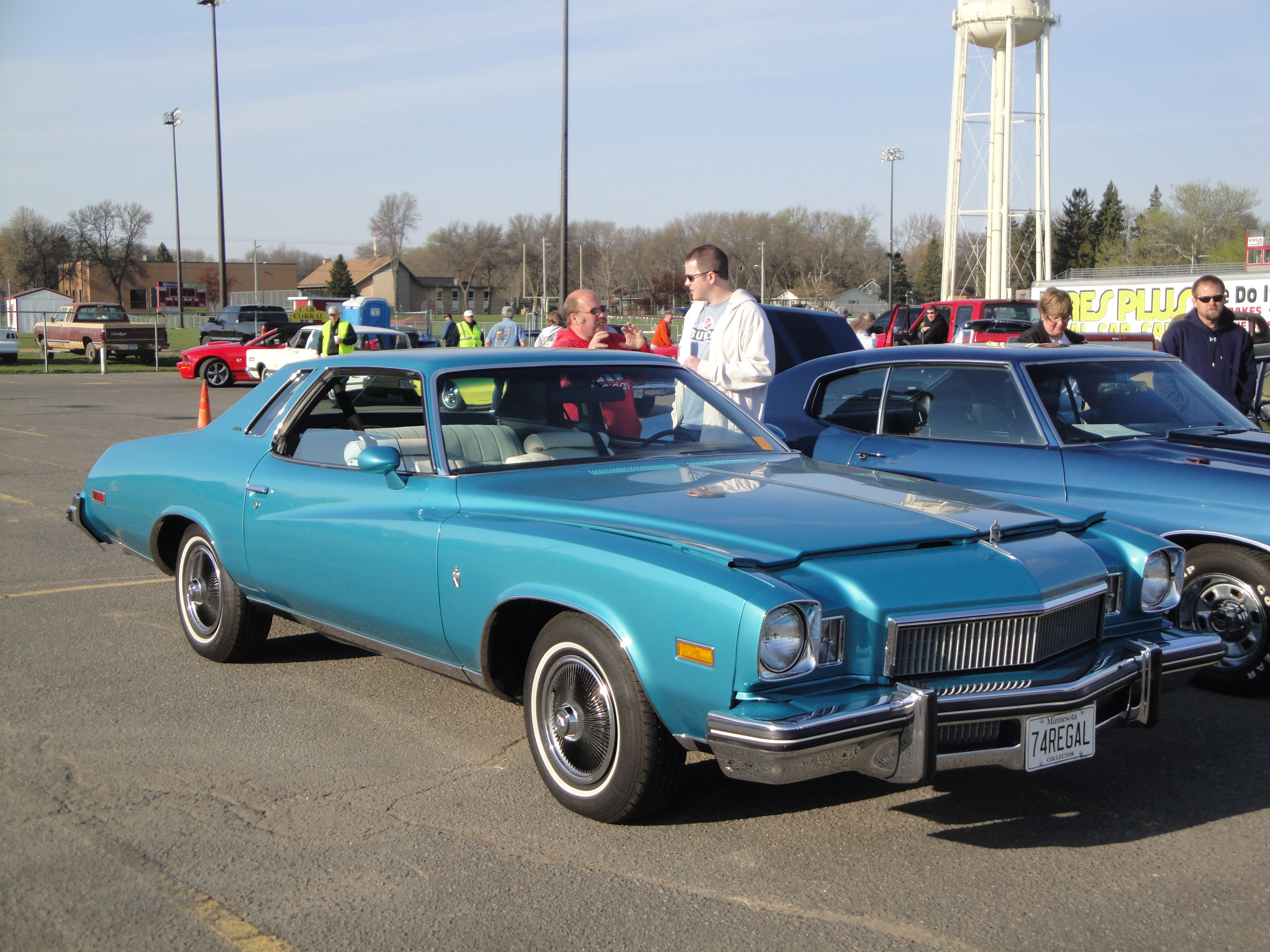
Regal (1974)
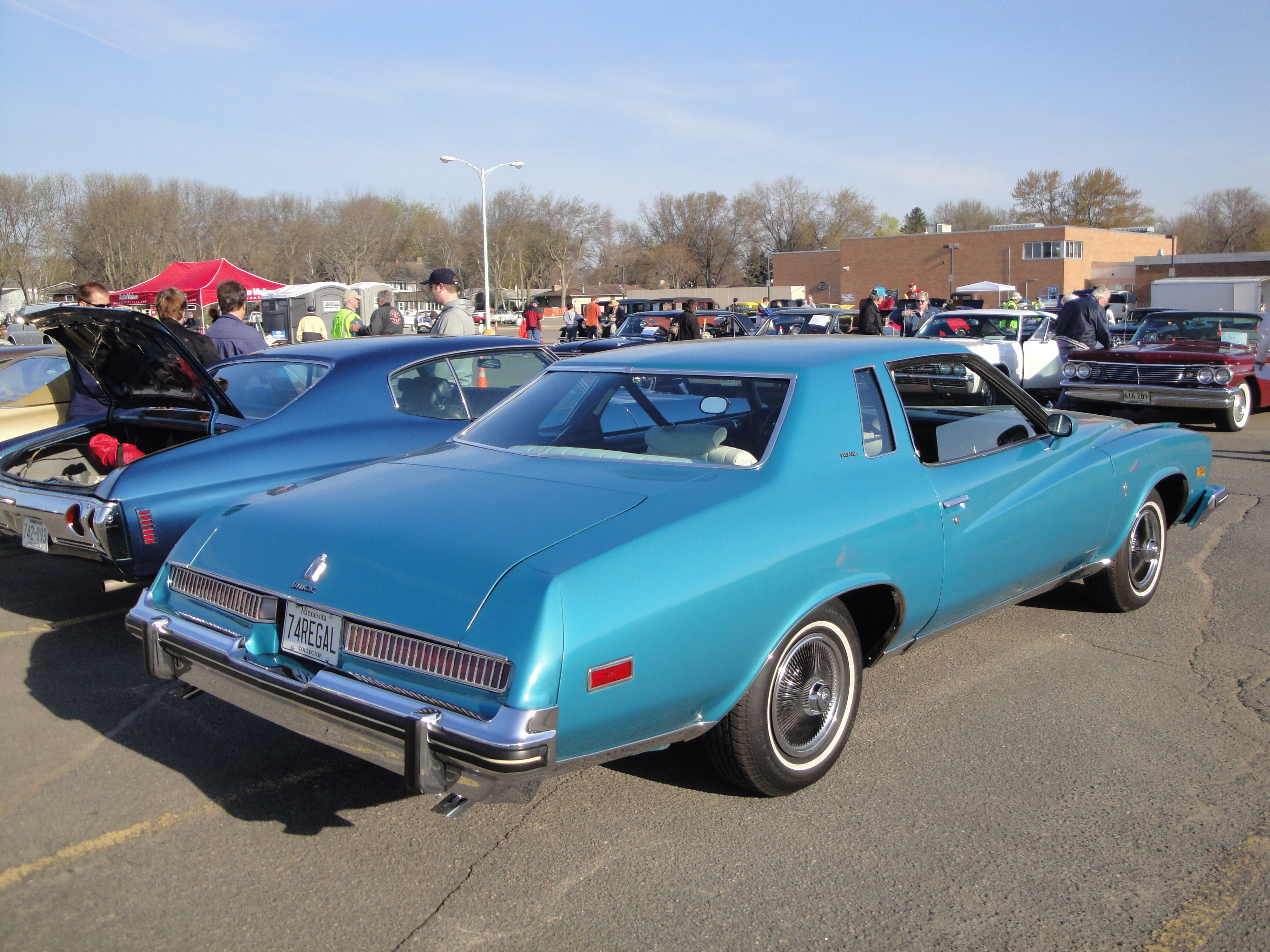
Heckansicht
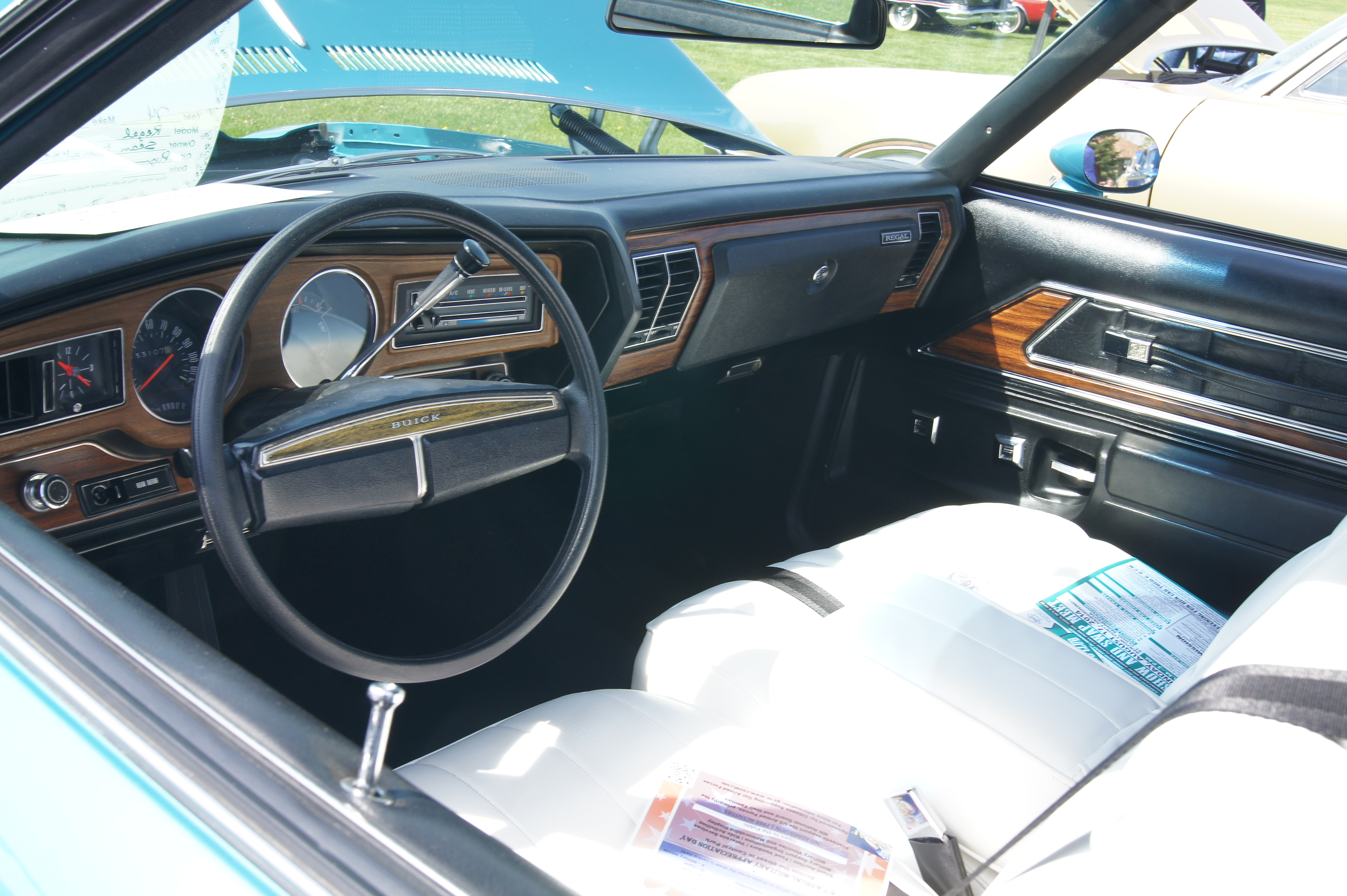
Innenraum
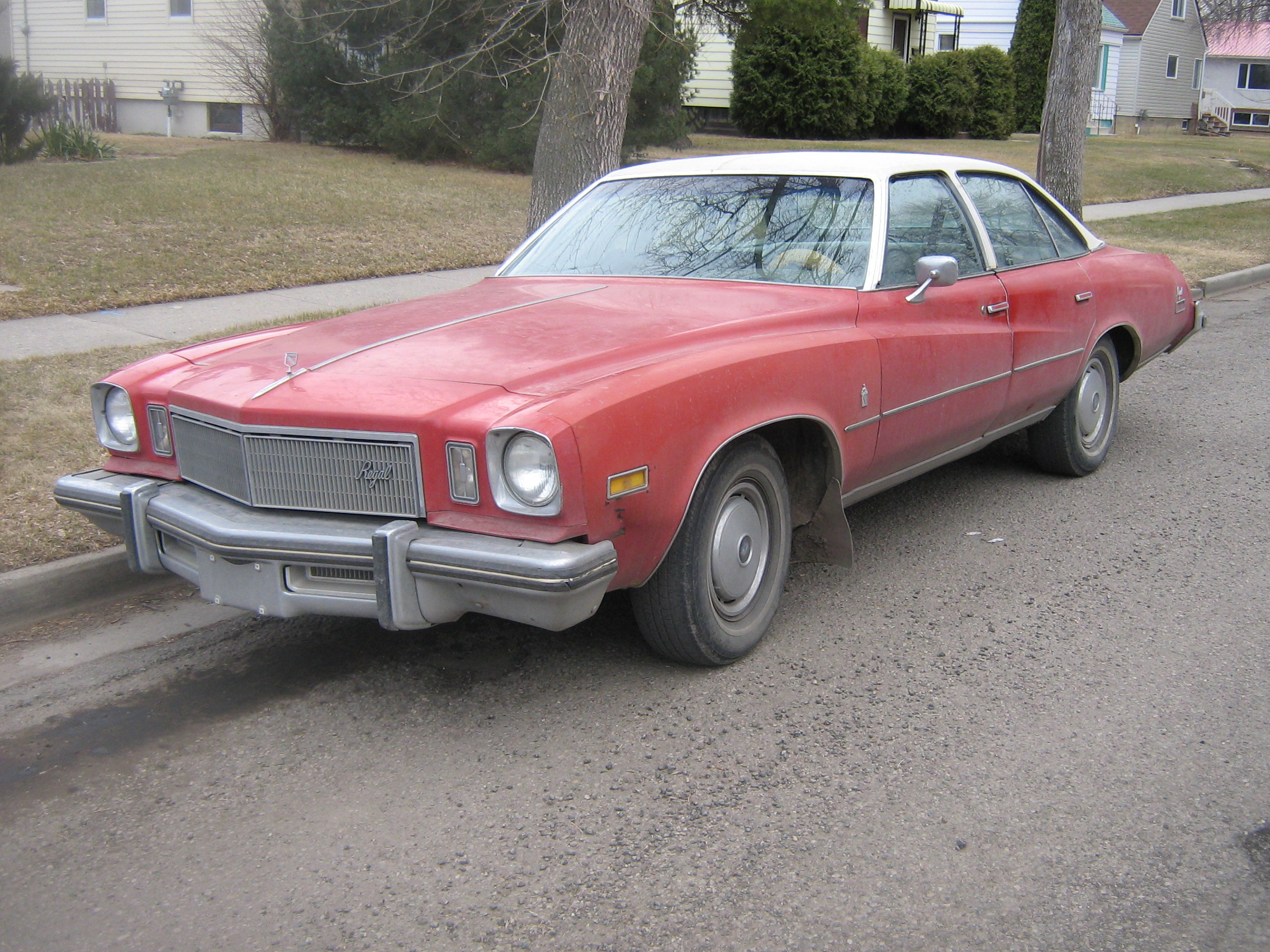
Regal Limousine (1975)
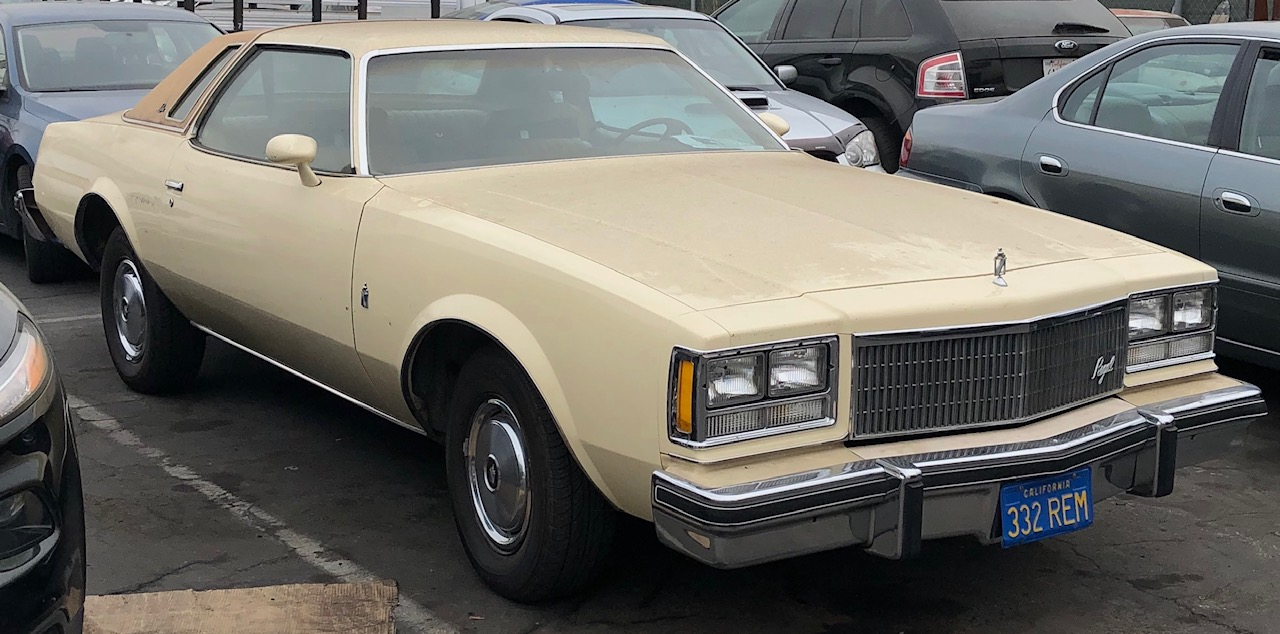
Regal (1976)
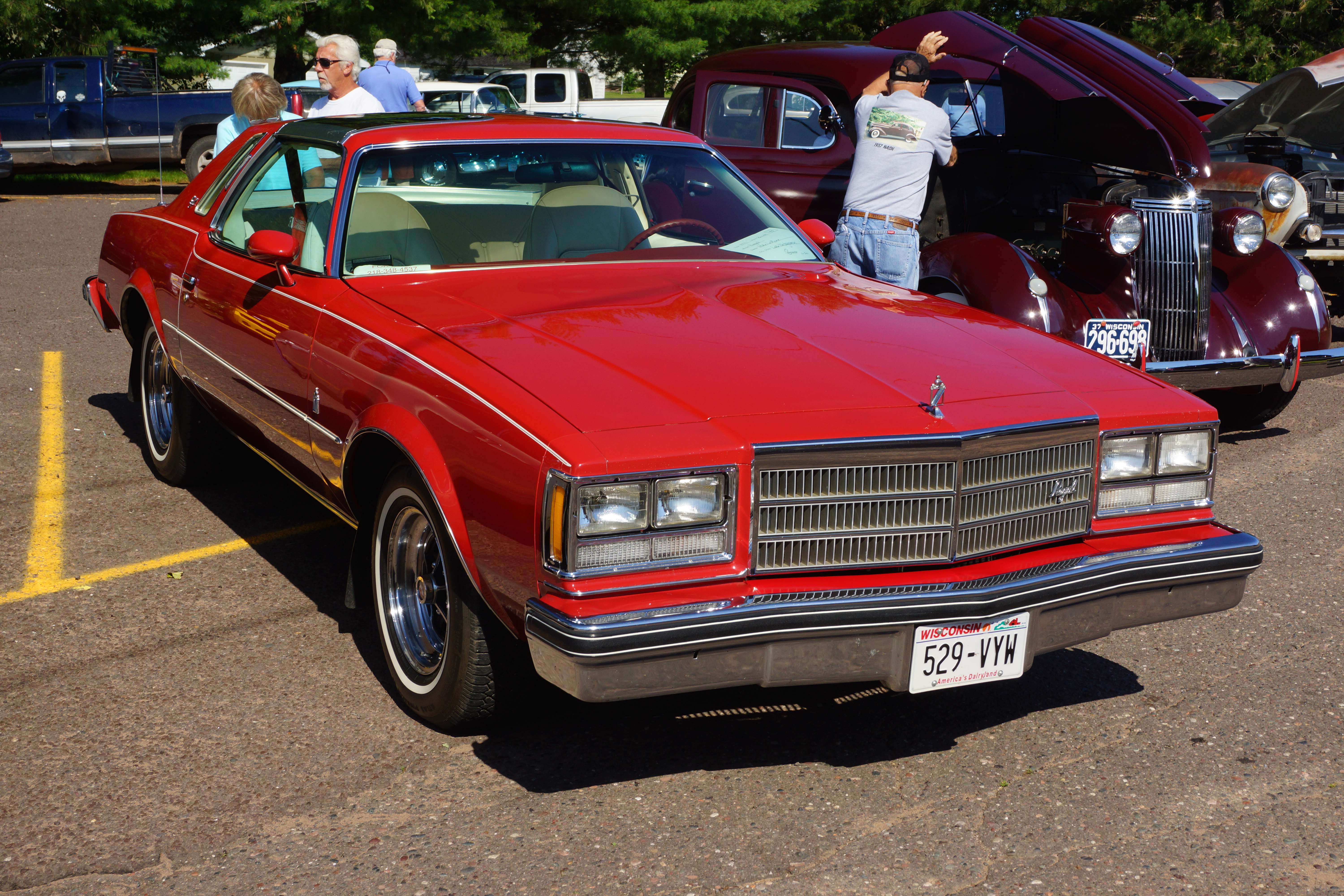
Regal (1977)

## Regal (1977–1987)
Ende 1977 wurde der Regal mit verkleinerten Außenmaßen und einer neuen Version des bekannten 3,8-Liter-V6-Motors vorgestellt. Dieses Modell wurde neun Jahre lang produziert und brachte dem Regal einen guten Ruf als leistungsfähiges Fahrzeug ein. Der Erfolg wurde jedoch durch eine zu weiche Aufhängung, zu kleine Räder und ein fehlendes Handschaltgetriebe gebremst, insbesondere weil Buick mit diesem Fahrzeug nicht auf den Sportwagenmarkt, sondern auf das Segment der Personal Luxury Cars zielte.
Der Regal des Modelljahres 1978 ist insofern bemerkenswert, weil er mit einem 3,8-Liter-V6-Turbo-Motor angeboten wurde. Es gab Versionen mit Doppel- oder Vierfachvergaser. Auch den LeSabre gab es mit dieser Maschine. Darüber hinaus verfügten in diesem Modelljahr nur noch Fahrzeuge wie der Saab 99 und der Porsche 930 über Turbomotoren. Der Turbo-Regal verfügte auch über eine härtere Federung, breitere Reifen und Sporträder.
Ein Facelift im Sommer 1981 verschaffte dem Regal ein aerodynamischeres Profil, sodass er auch erfolgreich an NASCAR-Rennen teilnahm. 1981 und 1982 erreichte das Modell sogar die NASCAR-Konstrukteurmeisterschaft. V8-Motoren waren weiterhin erhältlich, aber der Hubraum war auf 4343 cm3 (Leistung: 119–120 PS) verringert worden und V6-Motoren wurden immer populärer.
1982 wurde ein neuer Century auf Basis der GM-A-Plattform mit Frontantrieb vorgestellt, die früheren Century-Kombis mit Hinterradantrieb blieben weiter im Angebot. Diese Modelle erhielten ein Regal-Emblem, und so bestand das Regal-Modellangebot erstmals aus einer kompletten Baureihe mit Limousine, Hardtop-Coupé und Kombi.
Der Kombi wurde ab 1984 nicht mehr angeboten und die Limousine 1985 aus dem Programm genommen. In den Modelljahren 1986 und 1987 war der V8 mit 5030 cm3 Hubraum und 140 PS Leistung von Oldsmobile als Sonderausstattung erhältlich. Der 3,8-Liter-V6 mit Doppelvergaser war die Basismotorisierung. Das Getriebe 200 4-R mit Overdrive war für jede Motorisierung erhältlich.

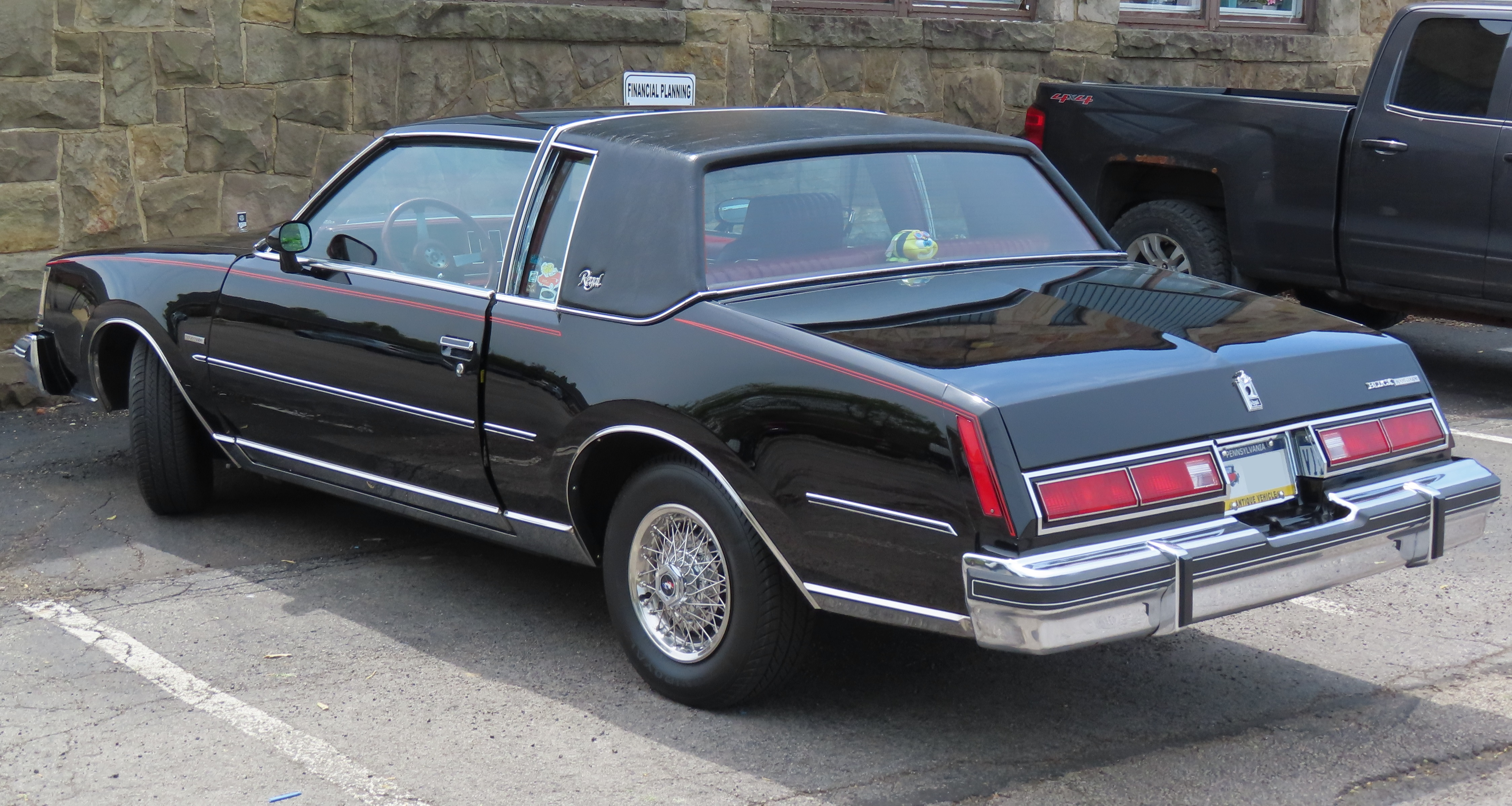
Heckansicht
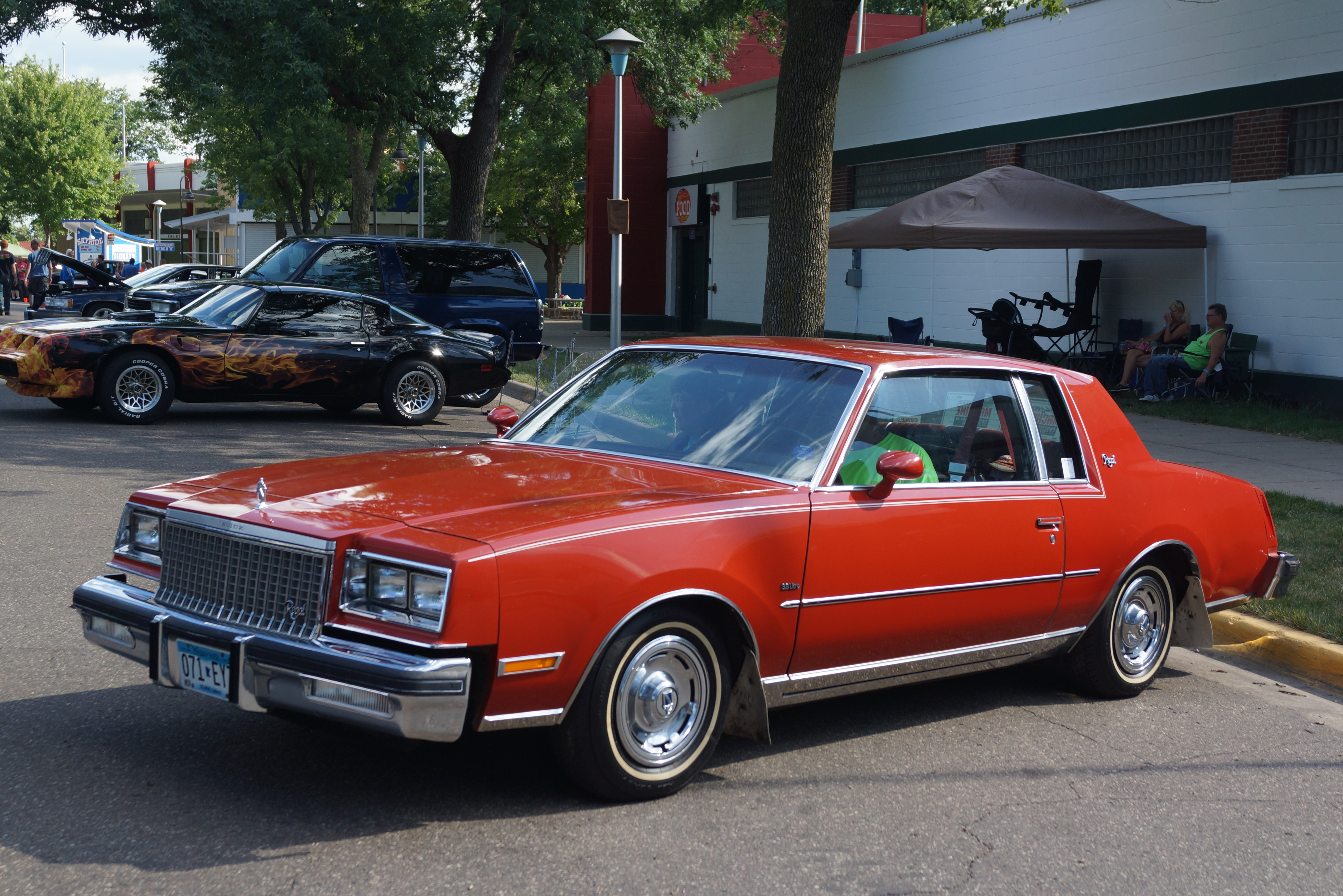
Buick Regal (1981)
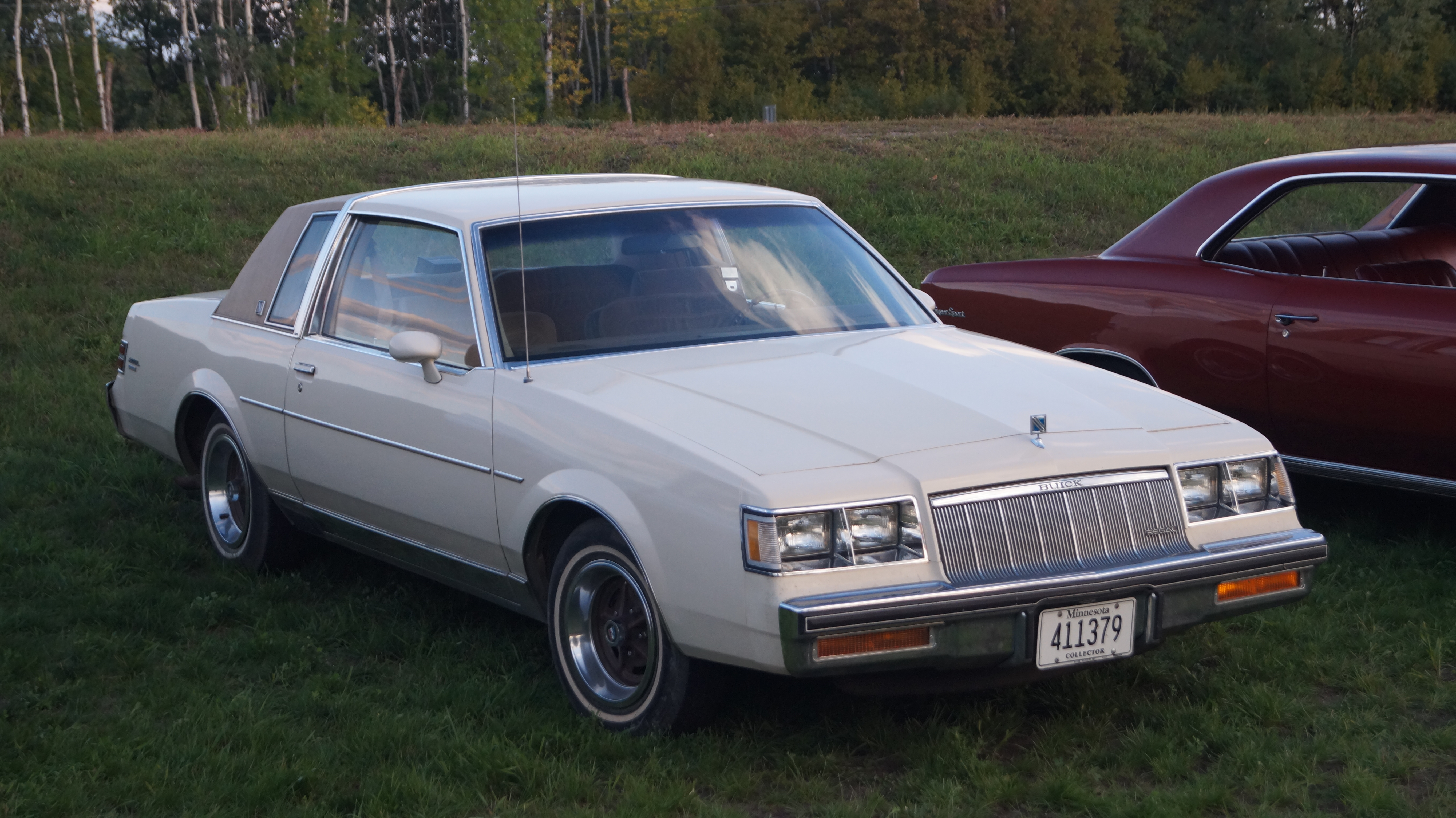
Buick Regal Limited (1985)
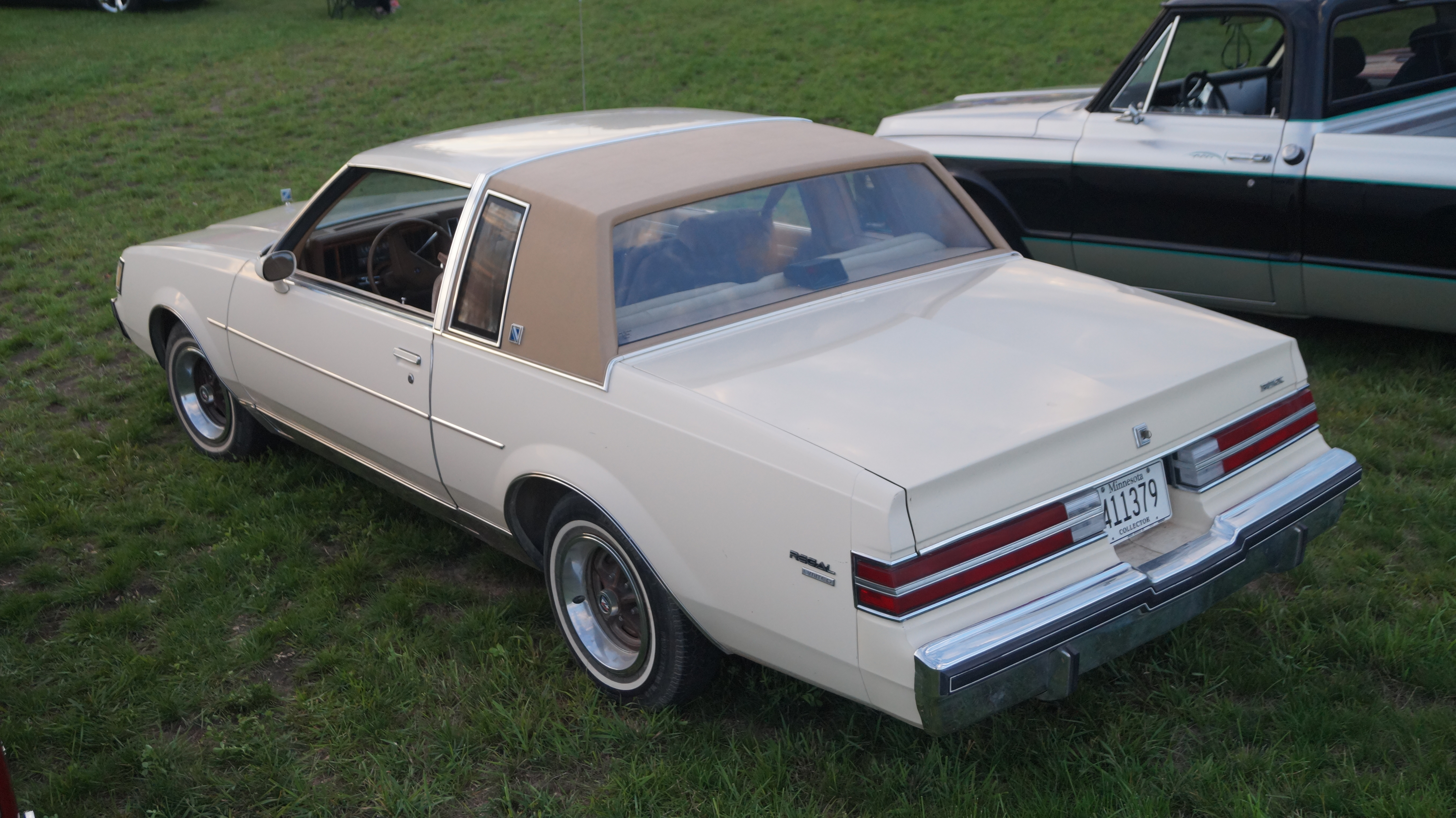
Heckansicht
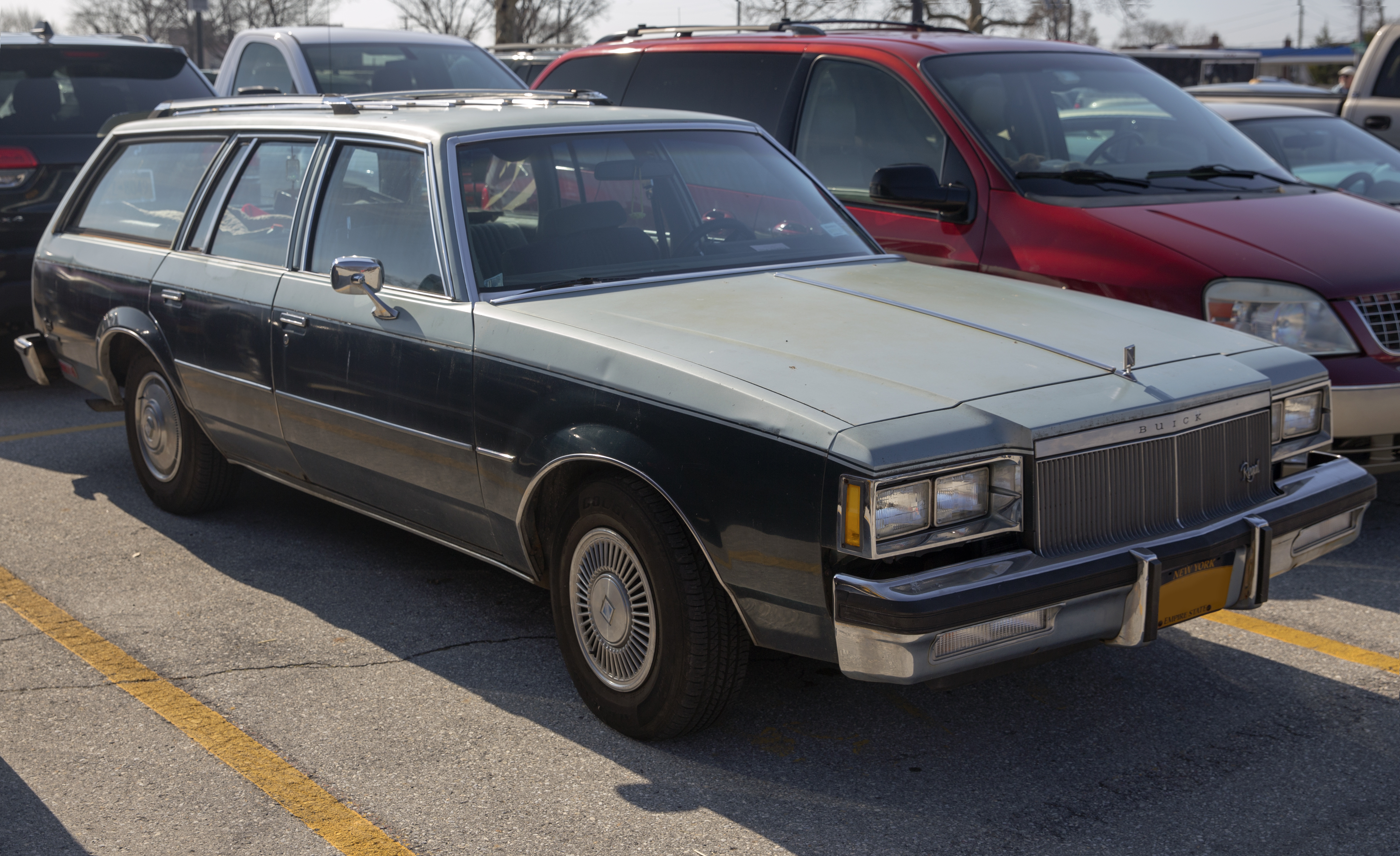
Buick Regal Wagon (1982)

### Grand National und GNX
Regal T-Type-Coupés, die für den Pony-Car-Markt konzipiert waren, erschienen ebenfalls in dieser Zeit. 1982 debütierte der Regal Grand National, dessen Name von der NASCAR-Grand-National-Serie abgeleitet war; er besaß einen 4,1-Liter-V6 mit 125 PS oder auf Wunsch auch den 3,8-Liter-V6-Turbo mit 180 PS. 1983 gab es keine Grand National-Ausführung, aber 1984 war das Modell wieder im Angebot mit pechschwarzer Lackierung. Der 3,8-Liter-V6-Turbo war nun Basismotorisierung und wurde in den Folgejahren durch eine Ladeluftkühlung und eine sequentielle Einspritzung aufgewertet. 1987 erreichte dieser Motor eine Leistung von 245 PS und ein Drehmoment von 481 Nm.
1987 wurde auch eine Leichtbau-WE4-(Turbo T)-Ausführung angeboten. Nur 1457 Fahrzeuge wurden in dieser Variante hergestellt. Sie waren schwarz lackiert und mit den gleichen mattschwarzen Flächen versehen wie der Grand National, was die Stoßfänger, den Kühlergrill und die Chromleisten an Scheinwerfern und Rücklichtern betraf.
Die Unterschiede zwischen einem WE4 und einem Grand-National in der Basisversion bezogen sich auf die Innenausstattung, die Räder, die außen angebrachten Typenschilder, die Stoßfängeraufnahmen aus Aluminium und die Aluminium-Bremstrommeln hinten (im Gegensatz zu den gusseisernen Bremstrommeln beim normalen Grand National). Einen Heckspoiler gab es nur als ein jeweils bei den Händler zu montierendes Extra. 1987 war das einzige Modelljahr, in dem für den Regal der Turbo-LC2 erhältlich war, sodass ein Regal Limited mit Vinyldach in Verbindung mit einer Turbo-Hutze auf der Motorhaube möglich war.
Im letzten Produktionsjahr 1987 führte Buick den GNX für 29.000 US-Dollar ein. Er wurde bei McLaren/ASC hergestellt und Buick gab als Leistung 276 PS (203 kW) und ein Drehmoment von 488 Nm an. Dieses Fahrzeug sollte die Tradition aller bisherigen Grand-National-Modelle beenden, da im Folgejahr ein Fahrgestell mit Frontantrieb eingeführt werden sollte, von dem selbst Buick-Ingenieure zugaben, dass es eine dementsprechende Leistung nicht auf die Straße bringen können würde.
Die Änderungen umfassten einen neuen Garrett-Lader mit keramischem Impeller, der mit einer effektiveren Ladeluftkühlung und einem spezialbeschichteten Rohrsystem verbunden war. Weitere leistungssteigernde Veränderungen waren ein besonderer Computerchip zur Motorsteuerung, ein Auspuffsystem mit geringem Gegendruck und Doppelrohr, ein anders programmiertes Turbo-Hydramatic-200-4R-Getriebe mit einem besonderen Drehmomentwandler und einem Ölkühler sowie ein neuer Panhardstab. Von außen waren die Fahrzeuge an den Lüftungsöffnungen in den vorderen Kotflügeln, 16″-Felgen mit Netzstruktur und an Reifen der Geschwindigkeitsklasse VR sowie am Verzicht auf Markenzeichen auf der Motorhaube und an den Kotflügeln zu erkennen. Innen besaßen die GNX-Modelle eine Seriennummer am Armaturenbrett und unterschieden sich durch Instrumente mit analogen Stuart-Warner-Anzeigen einschließlich einer analogen Ladedruckanzeige.
Der GNX soll die schnellste je produzierte Serienlimousine gewesen sein. Diese Aussage ist in sich etwas widersprüchlich, da der Wagen nur über zwei Türen verfügte, der Innenraum aber eher Limousinencharakter besaß. Von dieser Ausführung wurden nur 547 Exemplare hergestellt.
Das Exemplar GNX Nr. 001 ist zurzeit im Besitz von Buick und wird gelegentlich bei Autoausstellungen in den USA gezeigt. Der GNX besaß von der Fahrzeugmitte bis zur Hinterachse einen Leiter-Hilfsrahmen, um eine bessere Traktion zu erhalten. Dies ist auch der Grund, warum sich bei einem GNX das Heck aufrichtet, wenn das Fahrzeug stark beschleunigt.
Die verstohlene Erscheinung der ganz in Schwarz gehaltenen GNX- und Grand-National-Modelle in Verbindung mit der Tatsache, dass der Grand National während der Hochzeit des Star-Wars-Fiebers herausgebracht wurde, führte dazu, dass der Wagen den Titel „Darth Vader Car“ erhielt. Car and Driver stellte den GNX unter der Überschrift „Darth Vader, dein Auto ist fertig“ vor, ein Satz, der in der letzten Zeit auch dem Maybach Exelero zugeschrieben wird. Diese Überschrift wurde auch auf den 1994er Chevrolet Impala SS angewandt, Jahre nach Einstellung des GNX.
Der Grand National kehrte für kurze Zeit in die Schlagzeilen zurück, als 2003 Sean Penns Wagen dieser Marke mit Schusswaffen darin gestohlen wurde. Die Schauspielerin Carmen Electra kaufte ihrem damaligen Mann, dem Rockstar Dave Navarro als Geschenk einen 1987er Grand National.

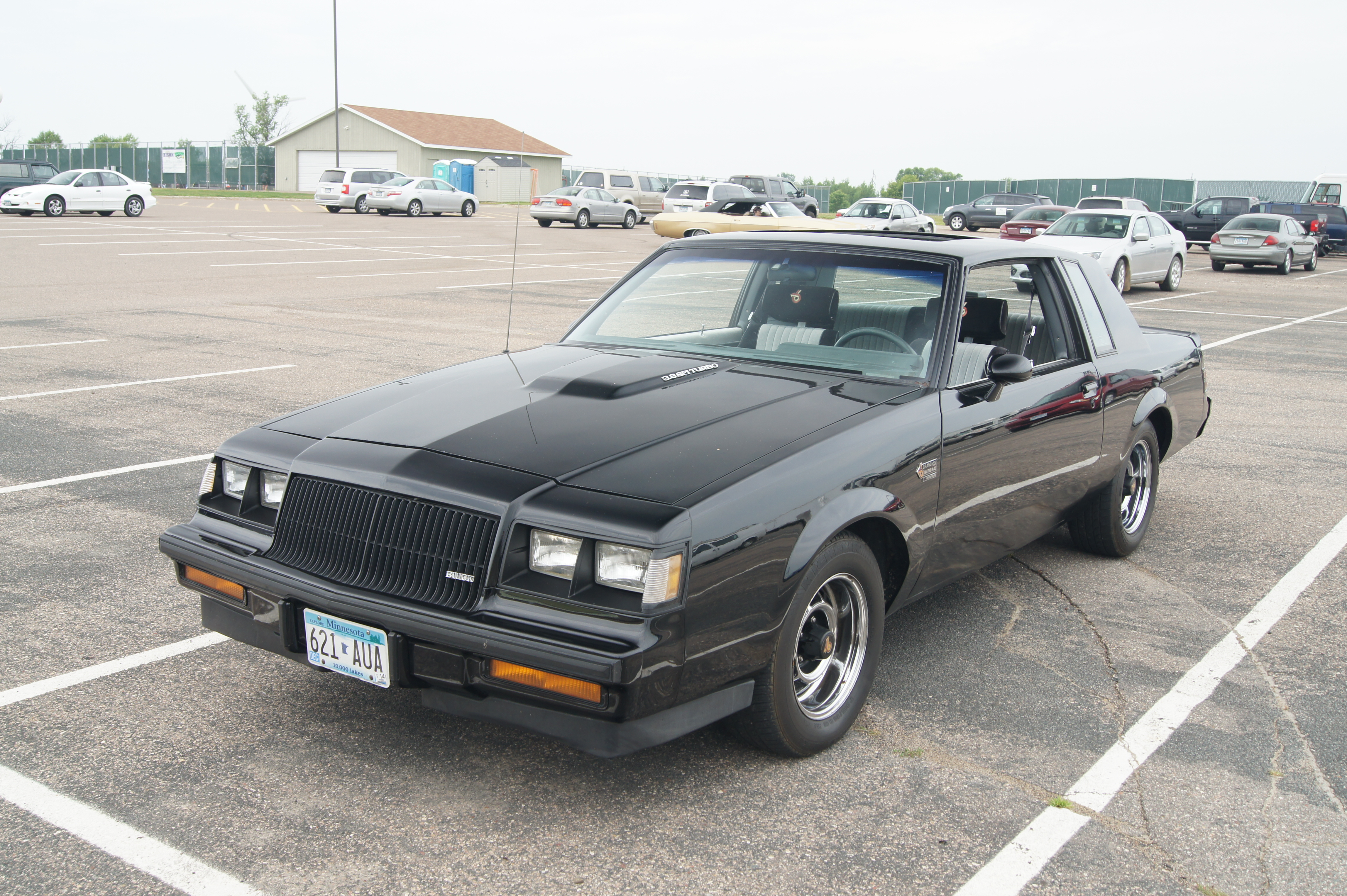
Buick Grand National (1987)
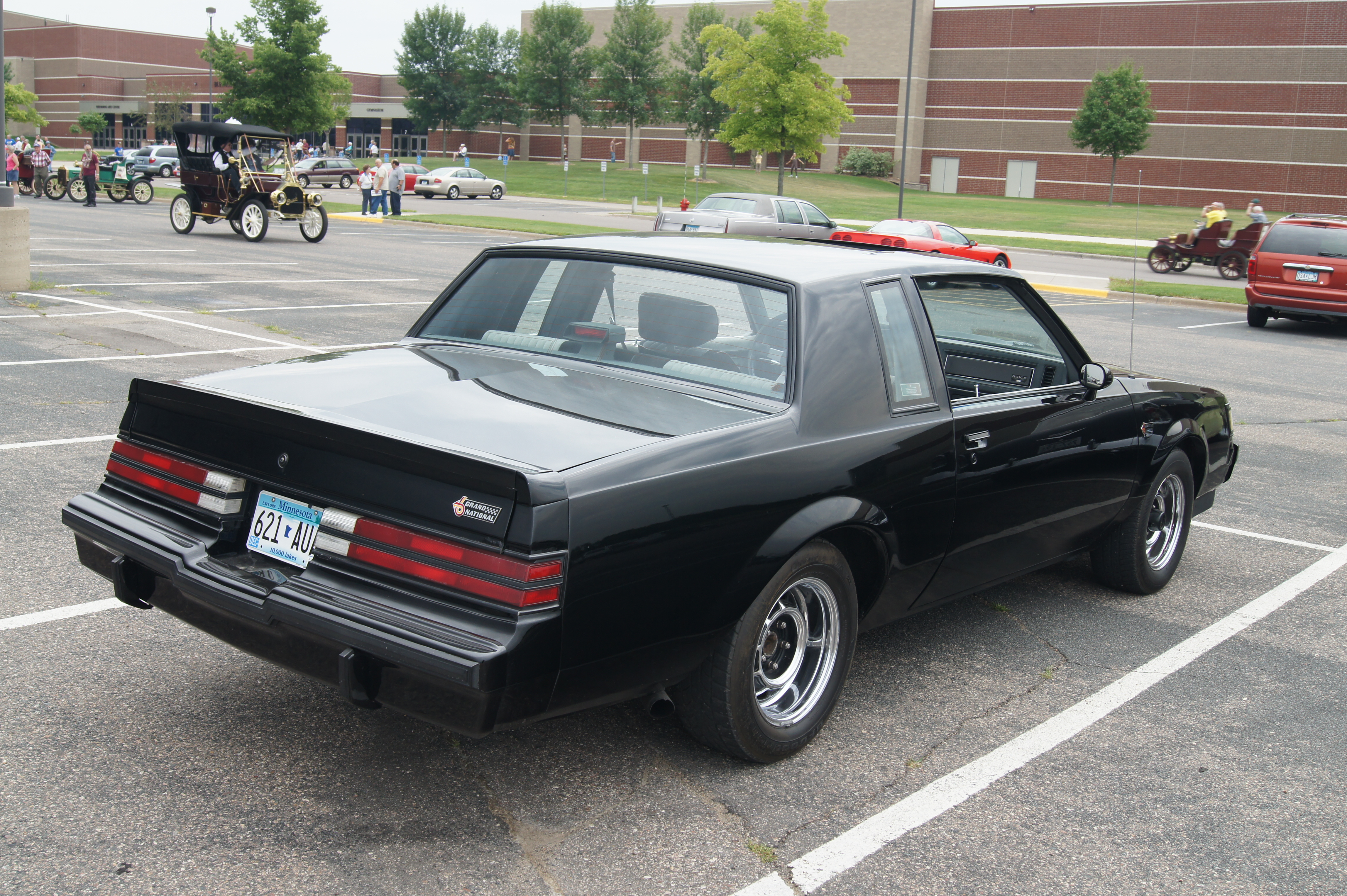
Heckansicht
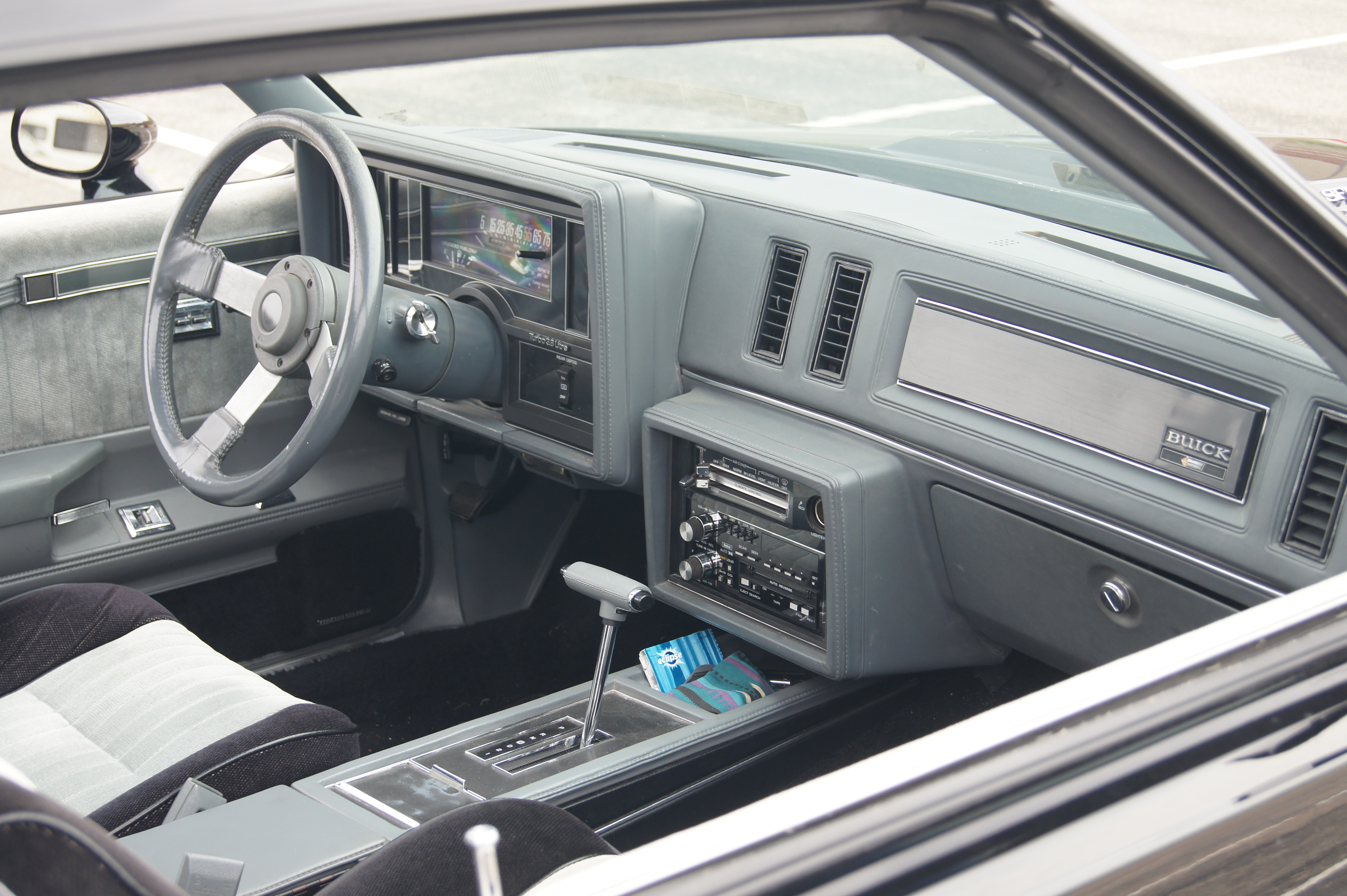
Innenraum
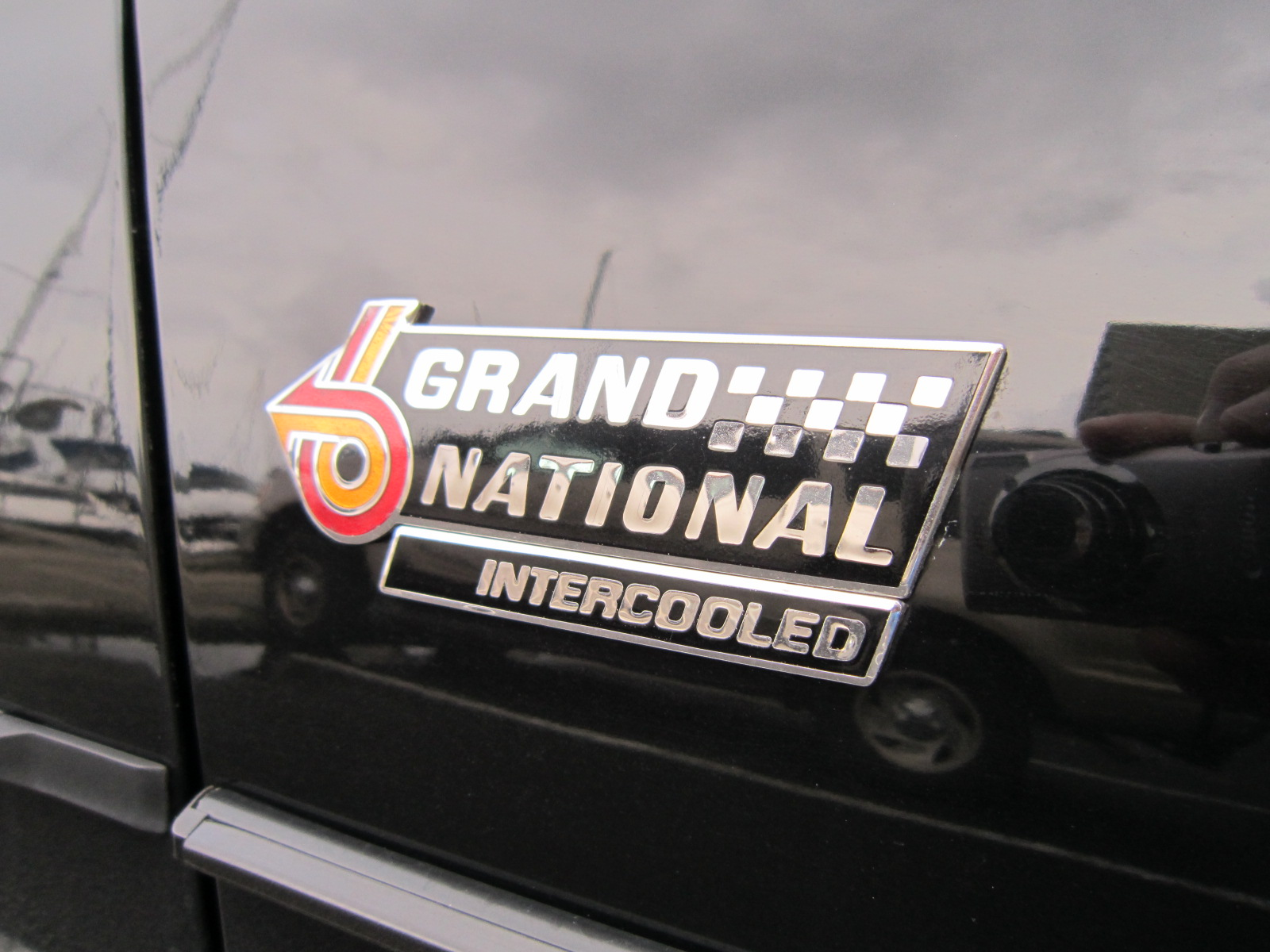
Emblem
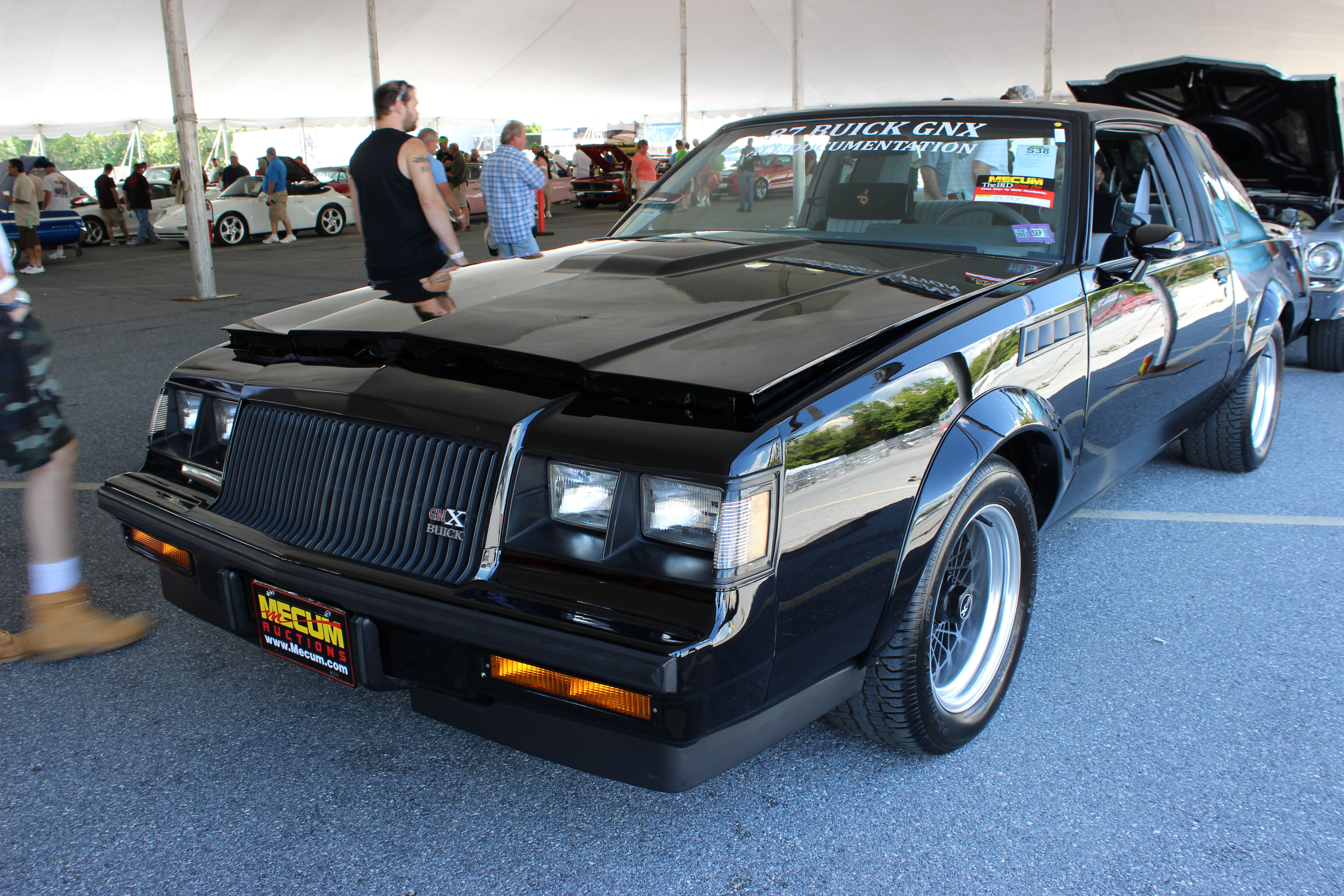
Buick GNX (1987)
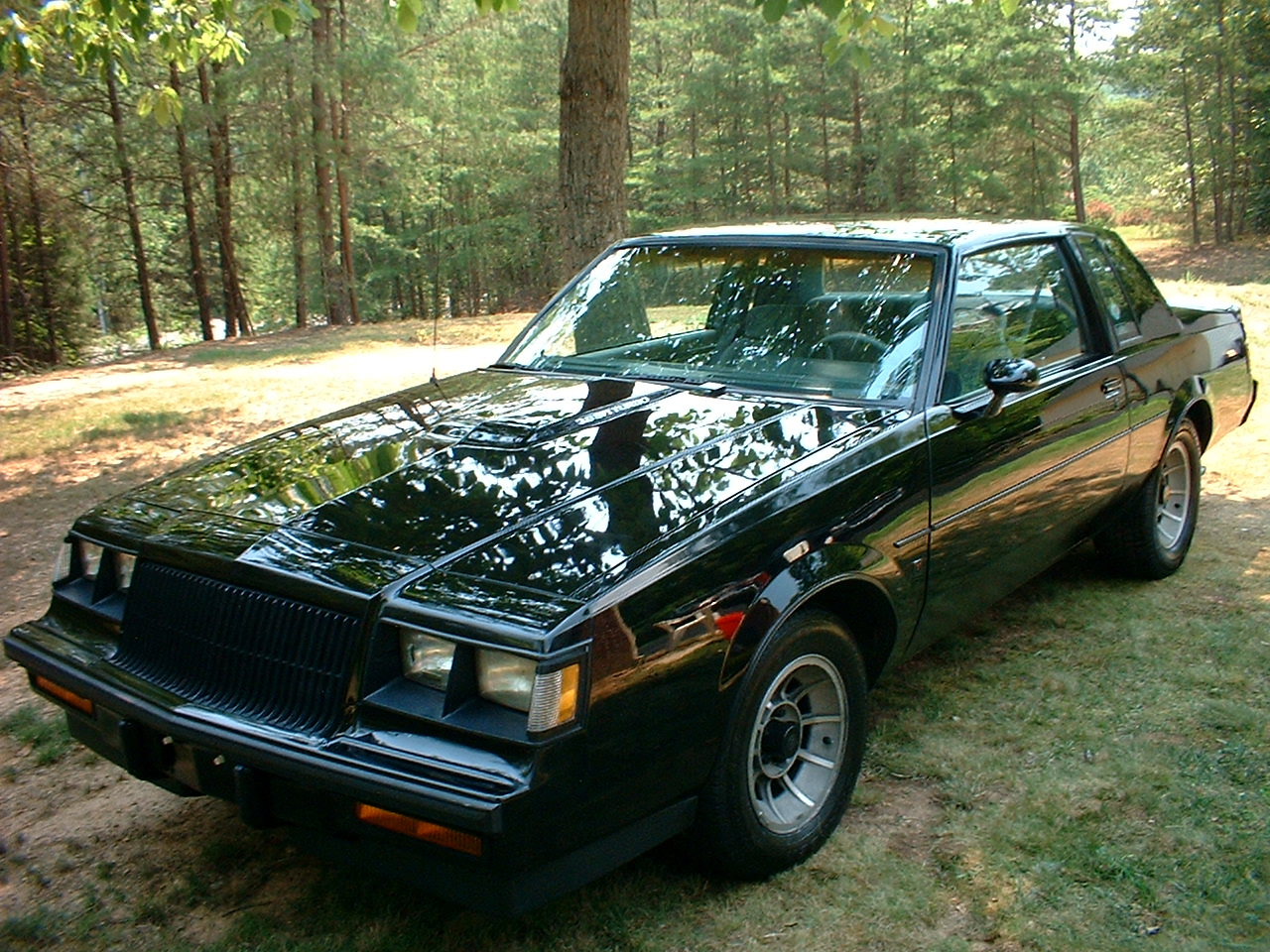
Buick Turbo Regal „WE4 package“ (1987)

## Regal (1988–1996)
Ein neuer Regal erschien 1988 auf Basis der GM-W-Plattform. Diese Version verabschiedete sich von der Regal-Tradition und kehrte gleichzeitig zu ihr zurück: Es war ein Abschied, weil es das erste frontgetriebene Modell war und es kein ernsthaft so zu nennendes Hochleistungsmodell oder -paket mehr gab; V6-Turbo- und V8-Aggregate waren nicht mehr lieferbar.
Man kehrte aber auch zu früheren Traditionen zurück, da man nur ein Hardtop-Coupé anbot, das wiederum auf die spezifische Käuferschicht von Personal Luxury Cars zugeschnitten war. Ein Nachlassen der Nachfrage in diesem Segment war für alle Autohersteller spürbar, und 1990 wurde daher die Buick-Regal-Baureihe durch eine viertürige Limousine (wie auch bei den Modellen Cutlass Supreme und Grand Prix im selben Jahr) ergänzt. Diese Generation wurde neun Jahre lang ohne größere Veränderungen produziert.
Den Regal gab es in der Grundausführung Custom, der luxuriöseren Ausführung Limited und der sportlichen Ausführung Gran Sport. Der Gran Sport erschien 1991 und wurde serienmäßig mit dem 3,8-Liter-V6 mit 170 PS, mit Aluminiumrädern, Verzierungen an den Fahrzeugseiten, einer kompletten Instrumentenausstattung und einer zuverlässigen Vier-Stufen-GM-Automatik mit Wählhebel an der Mittelkonsole ausgeliefert.
Den 3,8-Liter-V6 gab es nur im Regal, wo er dem Auto zu einer entsprechenden Leistung verhalf, was ihn von seinen Schwestermodellen Oldsmobile Cutlass Supreme und Pontiac Grand Prix unterschied, mit denen er viele Komponenten gemeinsam hatte. ABS gehörte ab 1992 bei allen Custom-Modellen zur Serienausstattung, und 1993 erhielten die Fahrzeuge einen neuen Kühlergrill. Bei dieser Überarbeitung bekamen die Fahrzeuge auch eine neue, elektronische Getriebeautomatik, sowie modifizierte Rücklichter und hintere Stoßfänger, die denen beim LeSabre ähnlich sahen.
Ein Fahrerairbag wurde ab 1994 eingebaut. Darüber hinaus wurde die Produktion des Limited-Coupé eingestellt, ABS wurde Serienumfang bei allen Modellen. Dazu kamen serienmäßig elektrische Fensterheber, und der Basismotor erhielt 20 PS mehr Leistung.
1995 erhielten die Modelle Beifahrer-Airbags und eine neue Innenausstattung. Der große V6 erhielt 35 PS mehr Leistung, die Coupé-Modelle waren nun nur noch in den Versionen Custom und Gran Sport erhältlich.
1996 war das letzte Produktionsjahr dieser Fahrzeuggeneration. Es wurden allerdings auch im Modelljahr 1997 noch Fahrzeuge von ihr gebaut, da sich die Ablösung des Modells verzögerte.

Insgesamt wurden 865.420 Fahrzeuge dieser Generation gebaut. Alle Fahrzeuge liefen in Oshawa, Kanada vom Band, parallel wurde ebenfalls der Chevrolet Lumina hier gefertigt. 

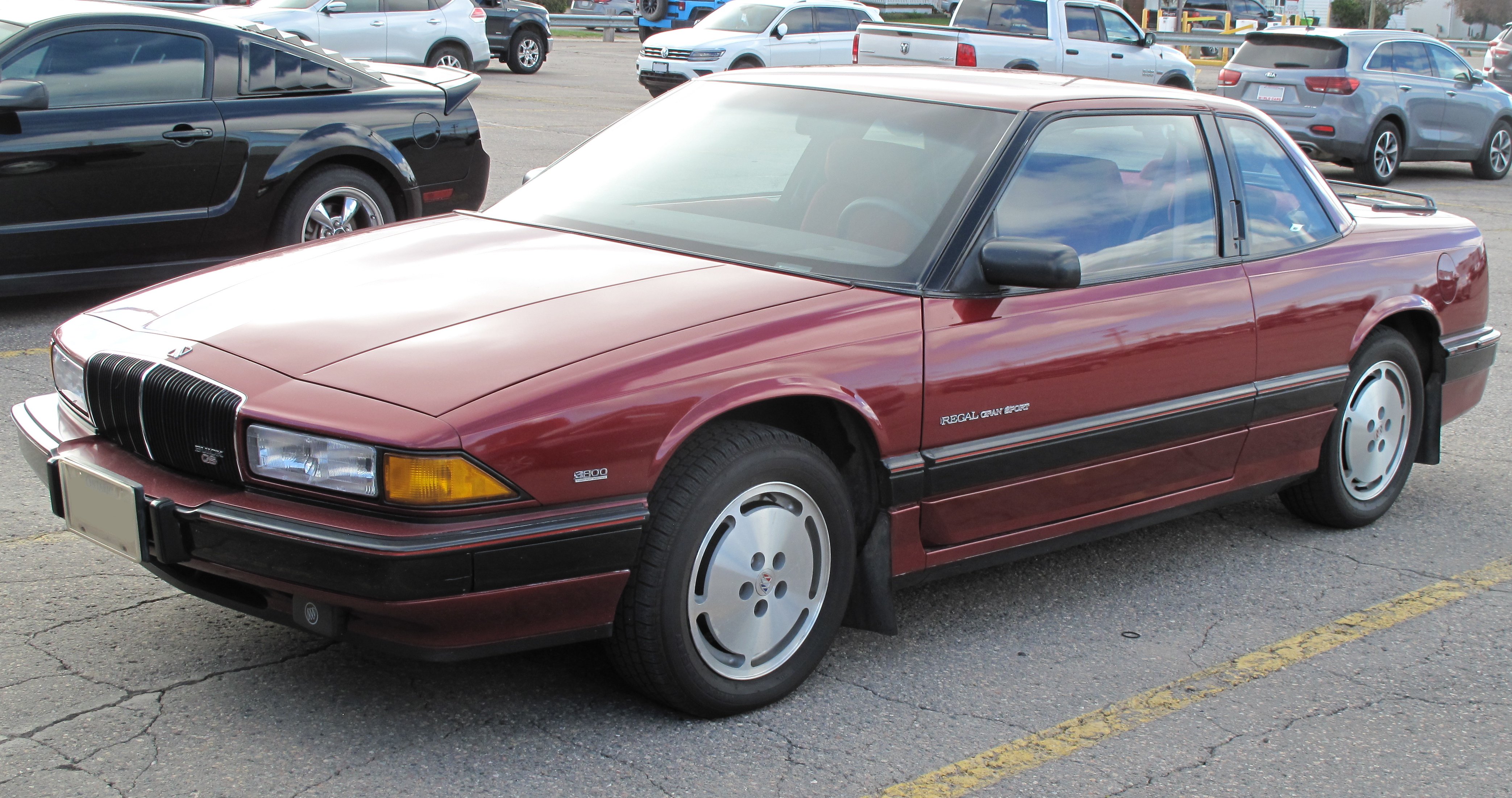
Buick Regal Gran Sport Coupé (1990)
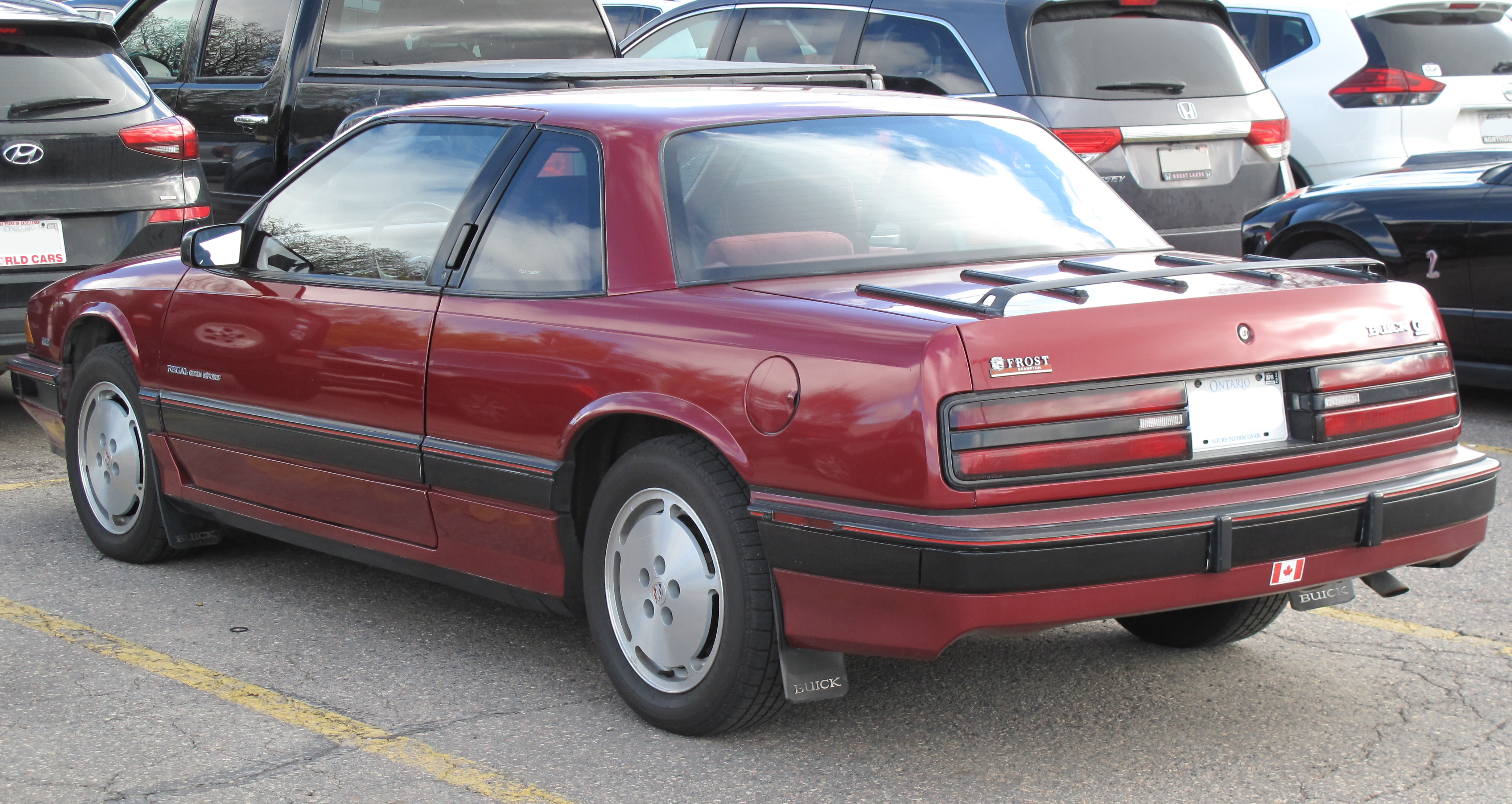
Heckansicht
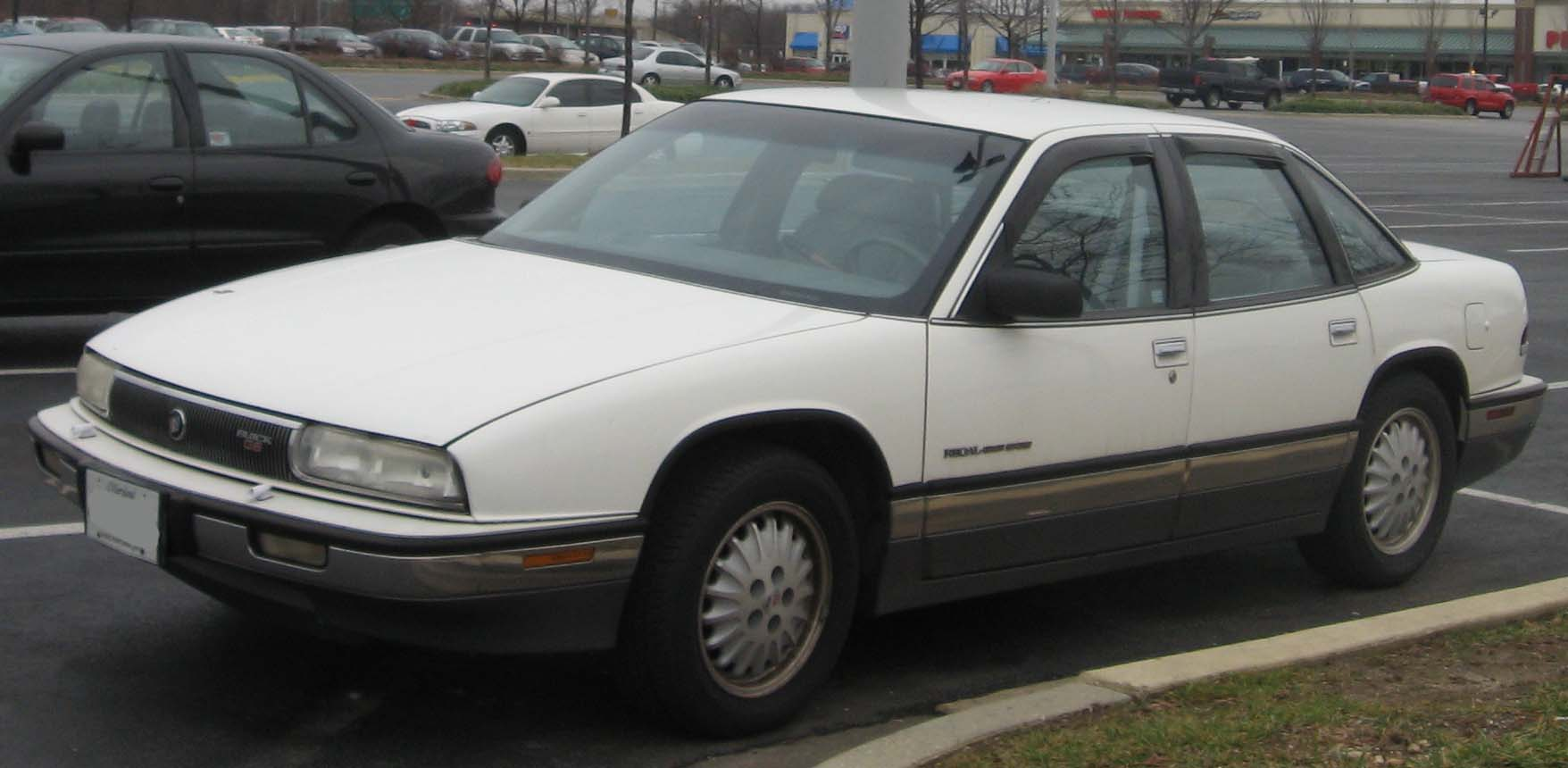
Buick Regal Limousine (1991–1994)
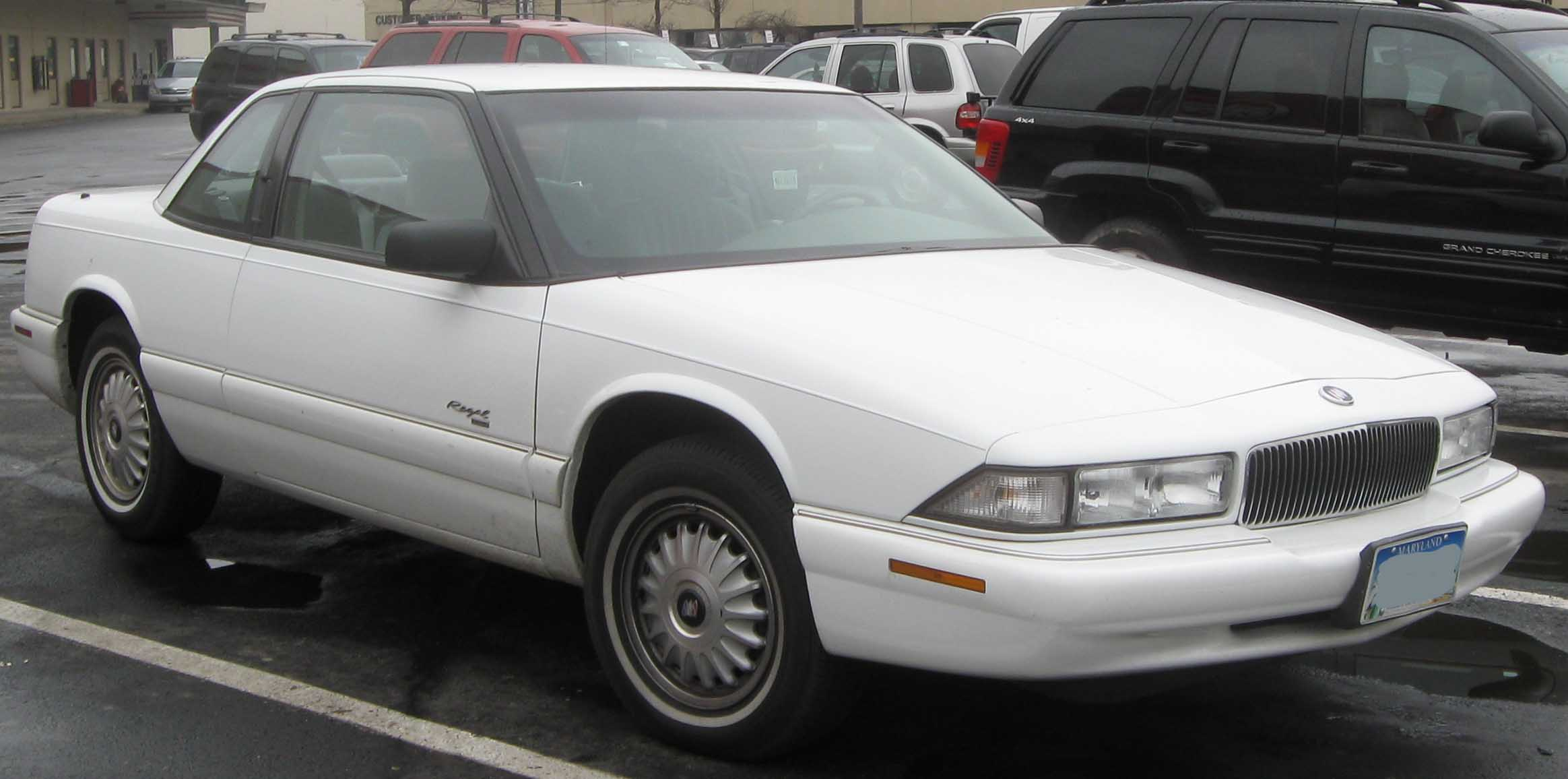
Buick Regal Coupé (1994–1996)
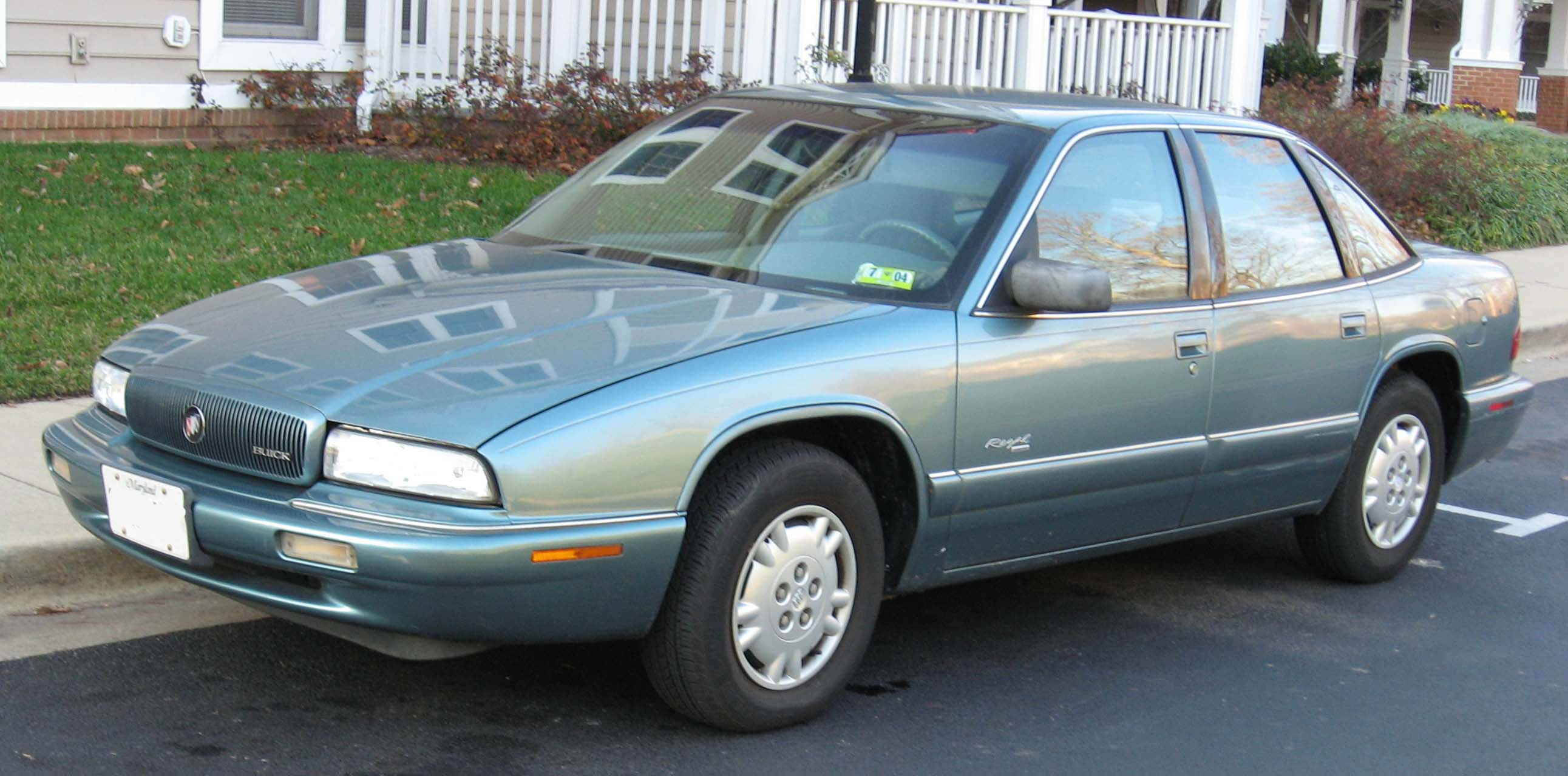
Buick Regal Limousine (1994–1996)
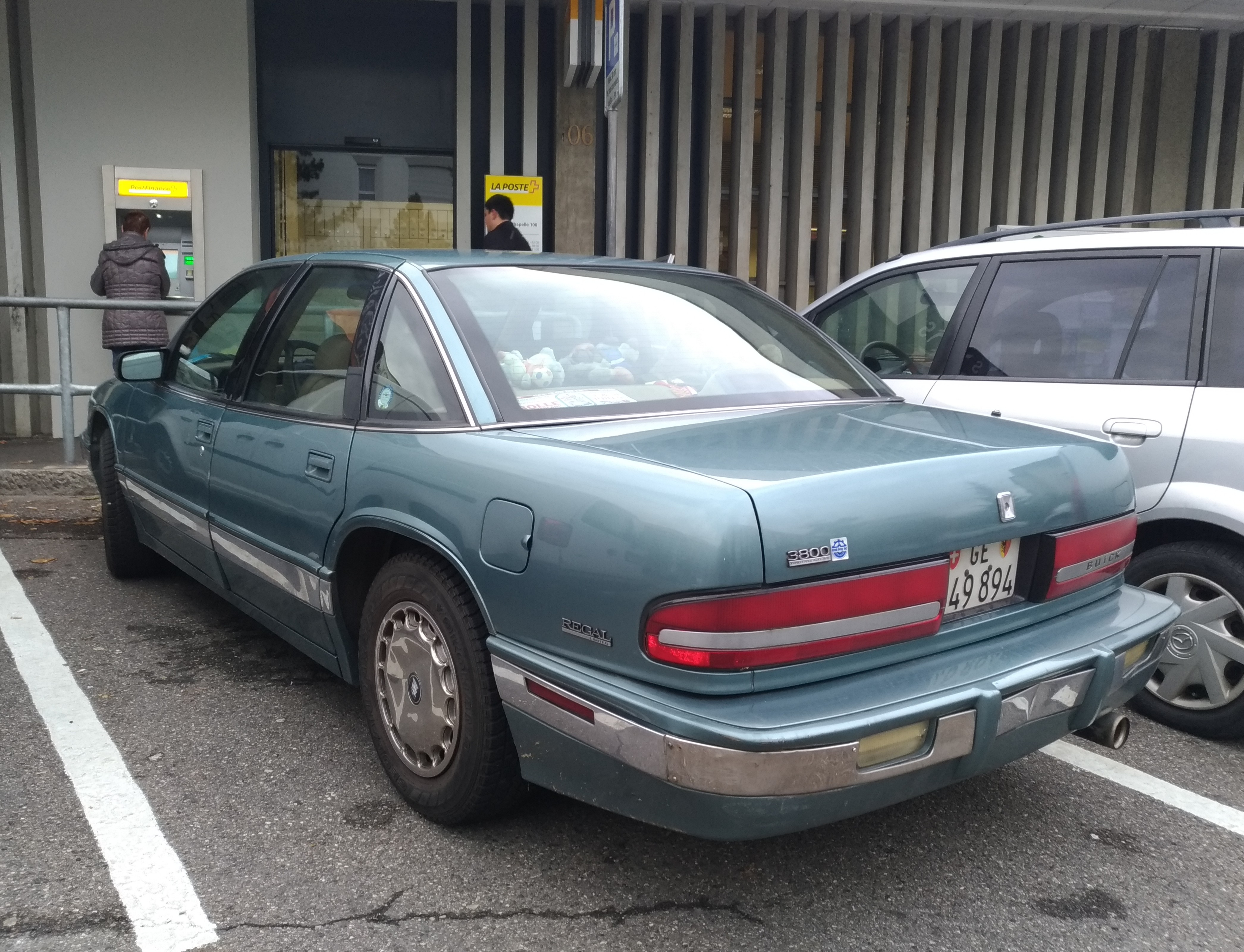
Heckansicht

## Regal (1997–2004)
Anfang 1997 wurden mit Century und Regal wieder Versionen des gleichen Autos als viertürige Limousine auf der Basis einer überarbeiteten GM-W-Plattform angeboten, die ebenfalls für die Modelle Oldsmobile Intrigue, Pontiac Grand Prix und Chevrolet Impala Verwendung fand.
Der Regal war etwas länger als der Century, die sonstigen Unterschiede waren meist kosmetischer Natur. Als Luxusausführung bot der Regal größere Motoren und eine bessere Ausstattung an, und er verfügte über eine neuere Version des 3,8-Liter-V6. Während der Century hauptsächlich ein zuverlässiges amerikanisches Durchschnittsfahrzeug war, besaß der Regal Annehmlichkeiten wie beheizbare Ledersitze, ein Soundsystem mit acht Monsoon-Lautsprechern, eine separate Klimasteuerung für Fahrer und Beifahrer sowie mehr Platz im Innenraum. In der siebenjährigen Laufzeit dieses Modells gab es nur wenige Veränderungen.
In diesem Zeitraum war der schnellste Buick seit den Zeiten des Grand National der Regal GS. Dieser Wagen besaß keinen Turbomotor, sondern der Motor wurde von einem Kompressor aufgeladen und leistete 240 nhp mit einem Drehmoment von 380 Nm. Der Wagen erlangte einen guten Ruf bei Fahrern, die als Autos sogenannte „Sleeper“ bevorzugen; Fahrzeuge, die über eine höhere Leistung verfügen, als das äußere Erscheinungsbild zunächst vermuten lässt.

Als der Wagen Anfang 1997 vorgestellt wurde, pries Buick ihn als Fahrzeug für die „kompressoraufgeladene Familie“ an. Buick bot noch zwei weitere Versionen an, den LSE und den GSE. Der LSE verfügte über den 200-PS-Motor mit einigen Verbesserungen und der GSE über den 240-PS-Motor mit Kompressor und ebenfalls einigen Veränderungen. 2000 brachte Buick ein Konzeptfahrzeug namens GNX mit einem 3,8-Liter-V6-Motor mit Ladeluftkühler heraus, auch dieses Auto besaß statt eines Turboladers einen Kompressor. Es verfügte über 300 nhp anstatt der 276 PS des Originals.

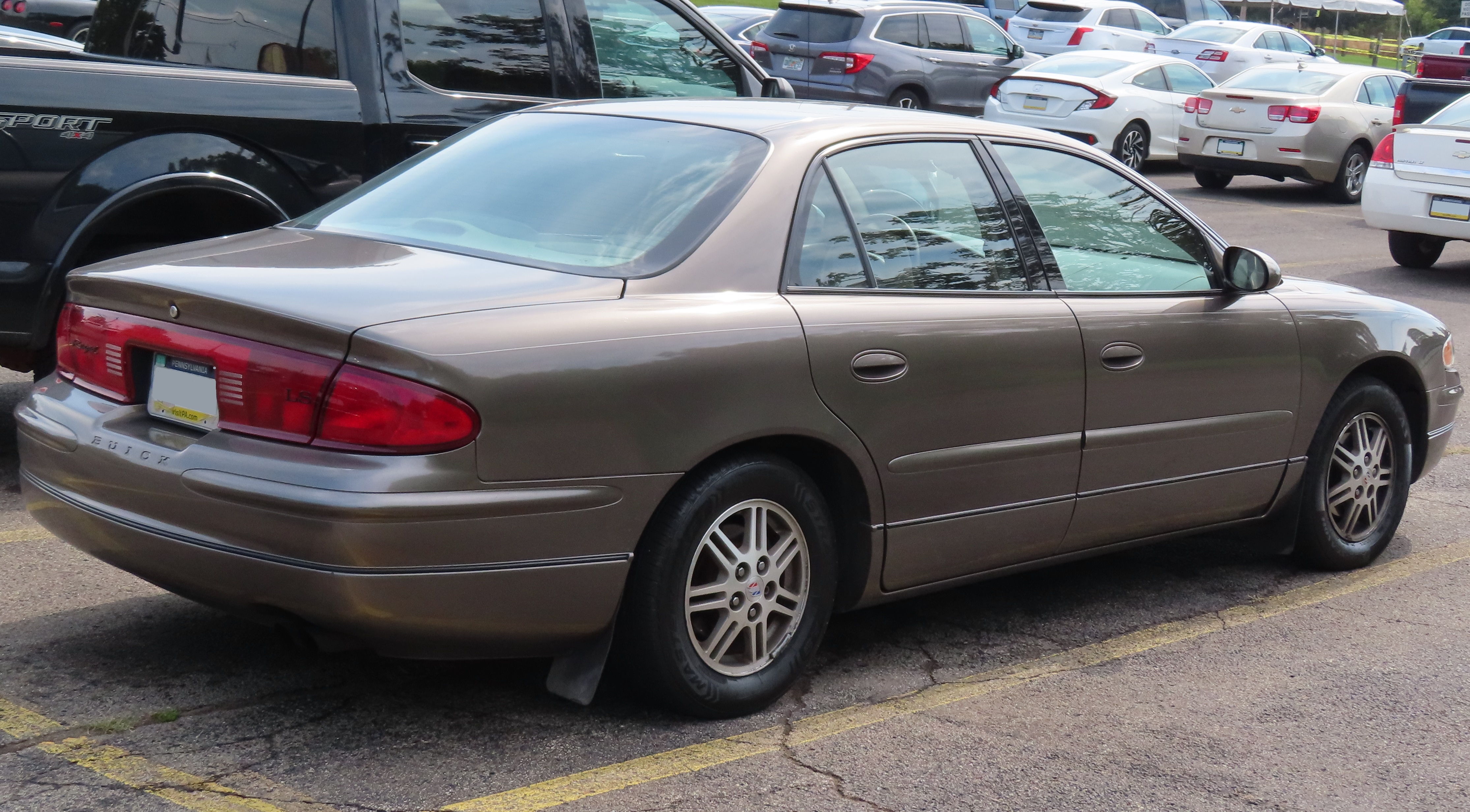
Heckansicht
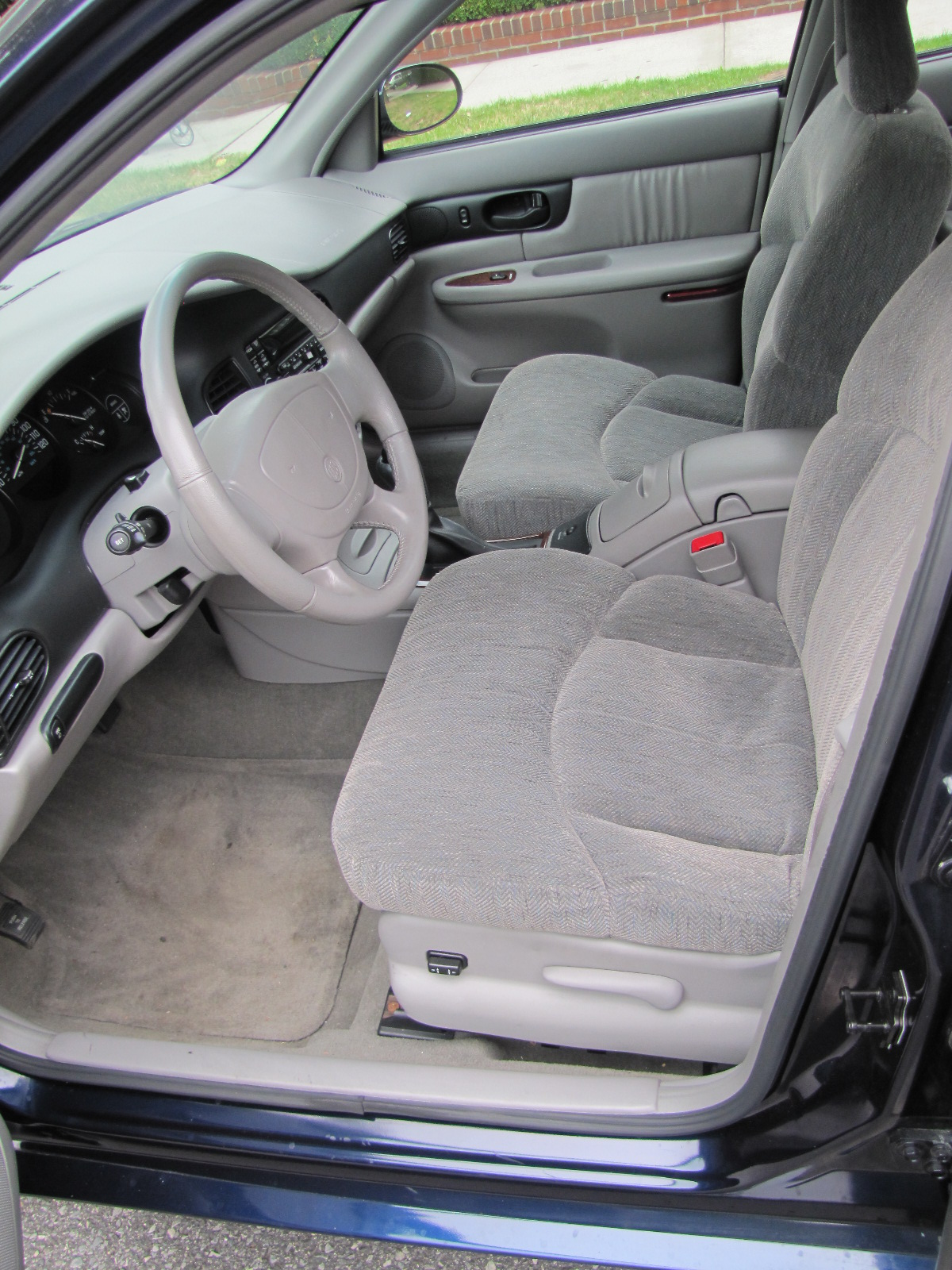
Innenraumansicht
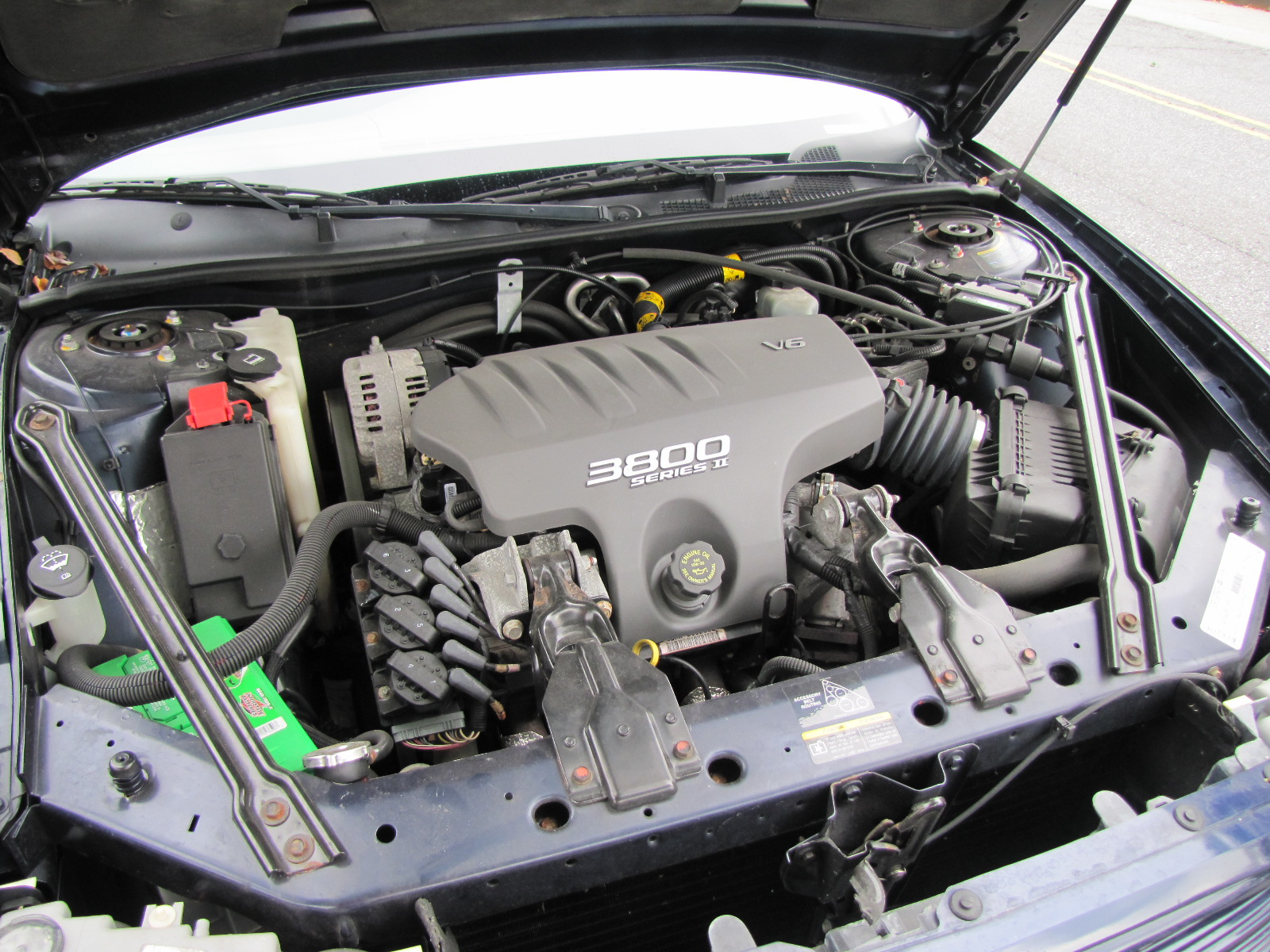
Motorraum mit dem 3,8 Liter-V6-Motor (3800 Series 2)
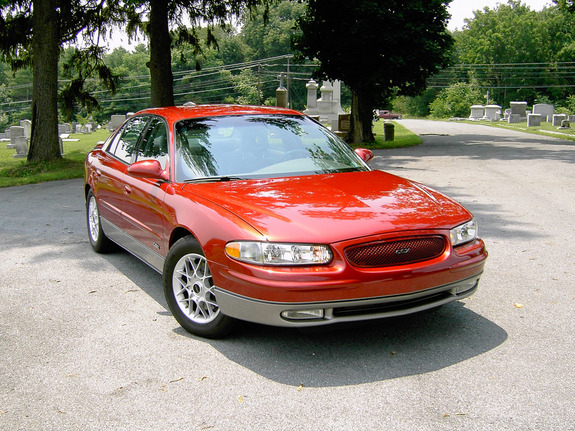
Buick Regal GSX
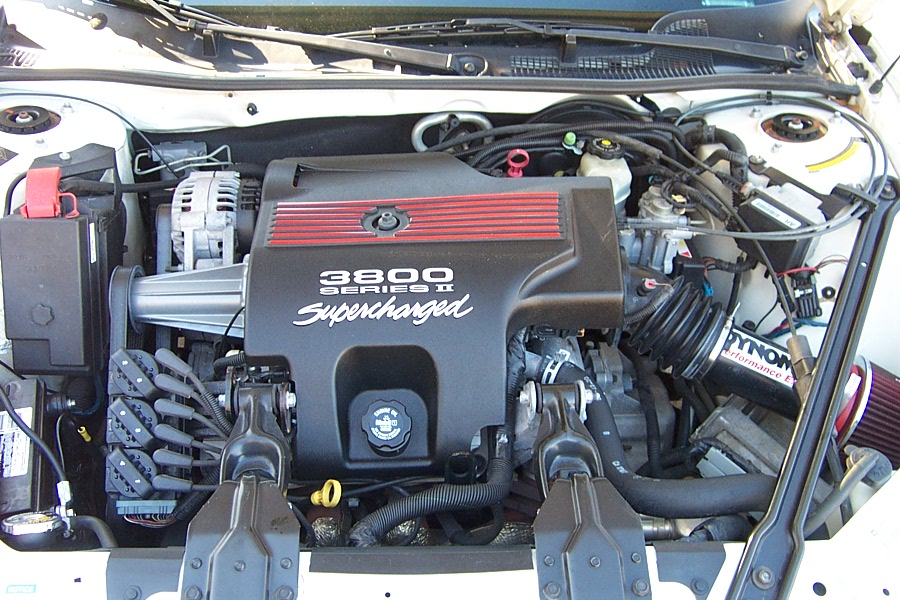
Motorraum des GSX mit Kompressor-aufgeladenem V6-Motor

### Regal LS und GS Performance
Der serienmäßige Regal LS bewältigte die Viertelmeile in 15,8 s und beschleunigte in 8 Sekunden von 0 bis 100 km/h. Der aufgeladene Regal GS benötigte für die Viertelmeile 14,7 Sekunden und erreichte eine Beschleunigung von 0 bis 100 km/h in 6,6 Sekunden. Der Regal GS mit der 3,8-Liter-V6-Kompressor-Maschine (L67) lieferte 240 PS Leistung und ein Drehmoment von 380 Nm. Der Antrieb des Regal GS war so programmiert, dass sich eine Drehmomentbegrenzung zuschaltete, um das Durchdrehen der Räder beim Anfahren zu vermindern. Überspielte man dieses Programm durch entsprechende Chips aus dem Zubehörhandel, so stieg das Drehmoment auf 410 Nm.

### Regal GSX (SLP Performance)
Bei Buick-Händlern war das GSX-SLP-Performance-Paket für den Regal GS erhältlich. Dieses Paket beinhaltete neue „GSX“-Embleme, die man gegen die „GS“-Embleme tauschen konnte, einen Doppelauspuff, ein verbessertes Kaltluftansaugsystem, eine kleinere Riemenscheibe für den Kompressor, einen Leistungschip und breitere Felgen und Reifen. Damit konnte eine Leistung von bis zu 270 PS und ein Drehmoment von 423 Nm erreicht werden.

### Montage in China
Alle Buick Regal wurden im Oshawa Montagewerk im kanadischen Ontario gebaut. Der Regal war das vierte GM-Modell, das auch in der Volksrepublik China von GM Shanghai montiert wurde. Die Montage begann am 26. Dezember 2002, nachdem bereits die Montage des Century, des GL8-Vans und des Sail dort angelaufen war.
Der Regal erreichte als großes, relativ luxuriöses Modell ansehnliche Verkaufszahlen auf diesem Markt, obwohl er teurer war als die US-amerikanische Version. Er ersetzte in Buicks chinesischer Modellpalette den Century und unterscheidet sich vom US-Modell durch eine geringfügig veränderte Frontpartie. Das Motorenangebot unterscheidet sich ebenfalls vom amerikanischen Modell: ein 2,0-Liter-Vierzylinder oder ein 2,5-Liter-V6 treiben das chinesische Regal-Modell an.
Der letzte Buick Regal des Modelljahres 2004 verließ in den USA am 1. Juni 2004 die Montagebänder. Die US-Version wurde Mitte 2004 durch den Buick LaCrosse ersetzt, auch wenn der LaCrosse ebenfalls noch auf der GM-W-Plattform aufbaut.

## Regal (2009–2017)
Neben dem LaCrosse bat Buick ab Frühjahr 2010 in Nordamerika den Opel Insignia als weiteres Mittelklassemodell an, der dort wieder als Buick Regal vertrieben wurde. Er basierte auf der Epsilon-Plattform von GM. Dieses Modell gab es in China bereits seit Ende 2009.
Die ersten Exemplare wurden bei Opel in Rüsselsheim gefertigt, wobei seit 2011 die Produktion im kanadischen Oshawa erfolgt. Der Wagen wird mit einem 2-Liter-Turbo-Motor mit 164 kW (223 PS) oder mit einem 2,4-Liter-Motor mit 136 kW (185 PS) ausgerüstet.

Ende 2011 folgte zudem der Regal GS, der das US-Pendant des Opel Insignia OPC ist. Allerdings wird statt eines V6-Motors nur eine leistungsgesteigerte Version des 2,0-Liter-Vierzylinder-Turbo verwendet. Darüber hinaus unterscheidet sich das amerikanische Modell vom Opel Insignia durch seinen Kühlergrill, der beim Buick an den „amerikanischen Geschmack“ angepasst und mit dem Buick-Emblem versehen wurde.

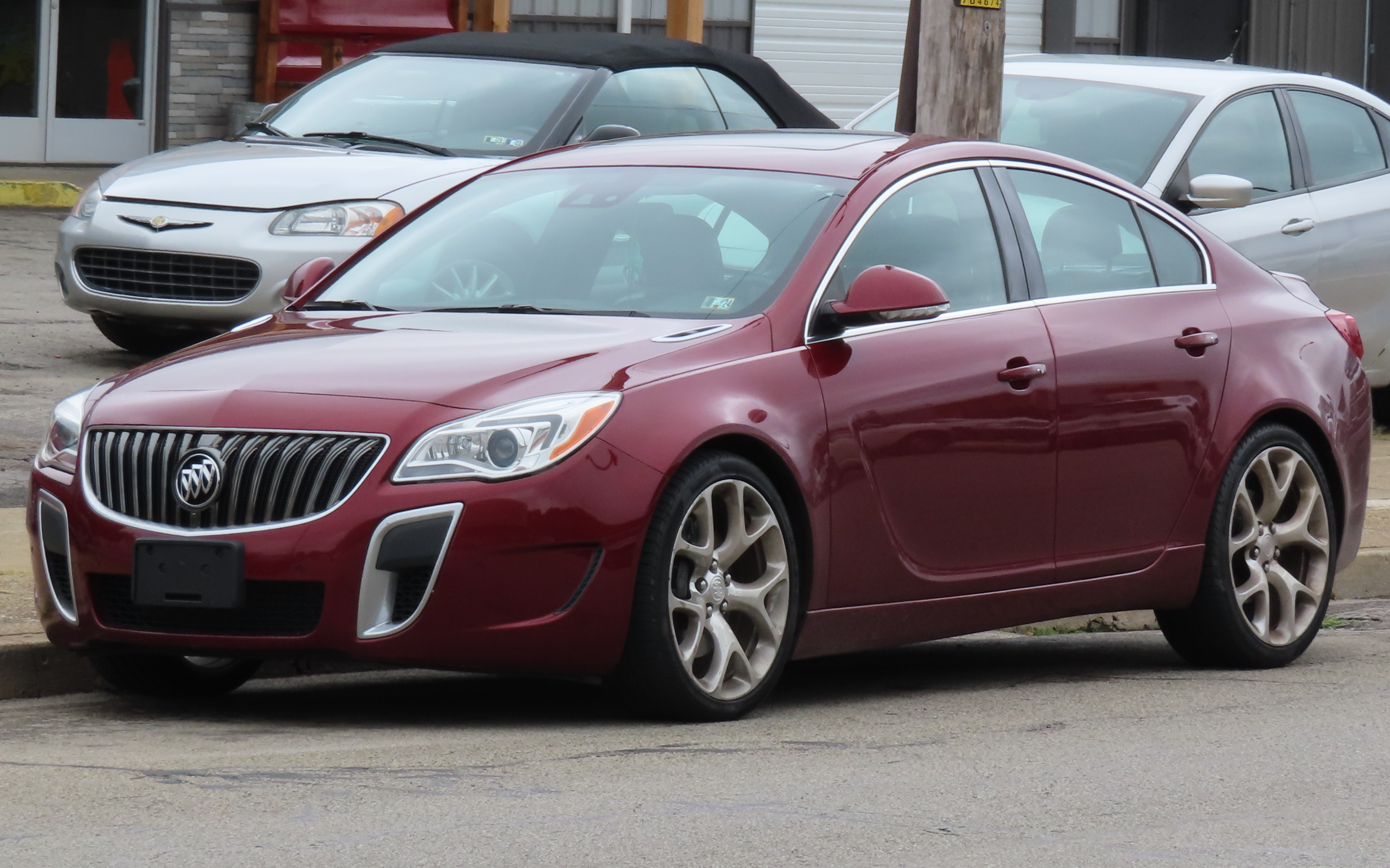
Buick Regal GS
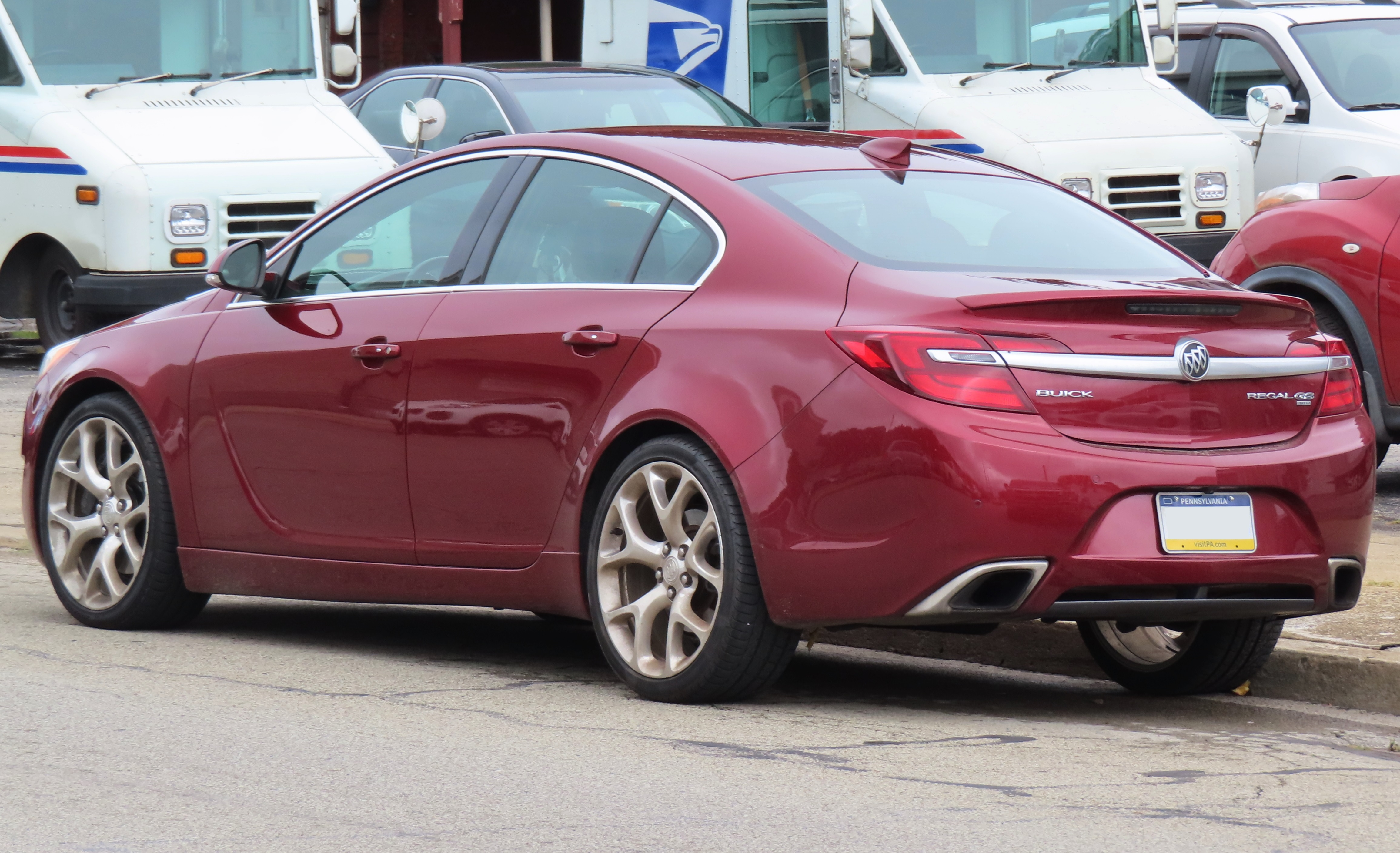
Heckansicht

### Technische Daten
| Modell                                     | 2.0                   | 1.6 Turbo             | 2.4                | 2.4 Hybrid         | 2.0 Turbo                                     | GS 2.0 Turbo          | GS 2.0 Turbo                                  |
| ------------------------------------------ | --------------------- | --------------------- | ------------------ | ------------------ | --------------------------------------------- | --------------------- | --------------------------------------------- |
| Markt                                      | China                 | China                 | USA                | USA                | USA                                           | China                 | USA                                           |
| Motorbauart                                | R4                    | R4                    | R4                 | R4                 | R4                                            | R4                    | R4                                            |
| Hubraum in cm³                             | 1998                  | 1598                  | 2384               | 2384               | 1998                                          | 1998                  | 1998                                          |
| max. Leistung in kW (PS) bei min−1         | 113 (154) bei 6200    | 135 (184) bei 5800    | 136 (185) bei 6700 | 147 (200) bei 6700 | 164 (220) bei 5300                            | 187 (254) bei 5300    | 201 (270) bei 5300                            |
| max. Drehmoment Nm bei min−1               | 190 bei 4600          | 235 bei 2200–5600     | 233 bei 4900       | 280 bei 3500       | 349 bei 2000                                  | 350 bei 2000–5000     | 400 bei 2400                                  |
| Höchstgeschwindigkeit in km/h              | 197                   | 205                   | 220                | 226                | 238 (235)                                     | 240                   | 255 (253)                                     |
| Getriebe, serienmäßig                      | 6-Gang-Schaltgetriebe | 6-Gang-Schaltgetriebe | 6-Stufen-Automatik | 6-Stufen-Automatik | 6-Gang-Schaltgetriebe oder 6-Stufen-Automatik | 6-Gang-Schaltgetriebe | 6-Gang-Schaltgetriebe oder 6-Stufen-Automatik |
| Beschleunigung, 0–100 km/h in s            | 11,7                  | 9,8                   | 9,3                | 8,3                | 7,3 (7,6)                                     | 7,3                   | 6,6 (6,7)                                     |
| Kraftstoffverbrauch kombiniert in l/100 km | 8,2                   | 8,2                   | k. A.              | k. A.              | k. A.                                         | 9,2                   | k. A                                          |
| Kraftstoffsorte                            | Super                 | Super                 | k. A.              | k. A.              | k. A.                                         | Super                 | k. A                                          |
| Tankinhalt in l                            | 70                    | 70                    | 70                 | 59                 | 70                                            | 70                    | 70                                            |

## Regal (seit 2017)

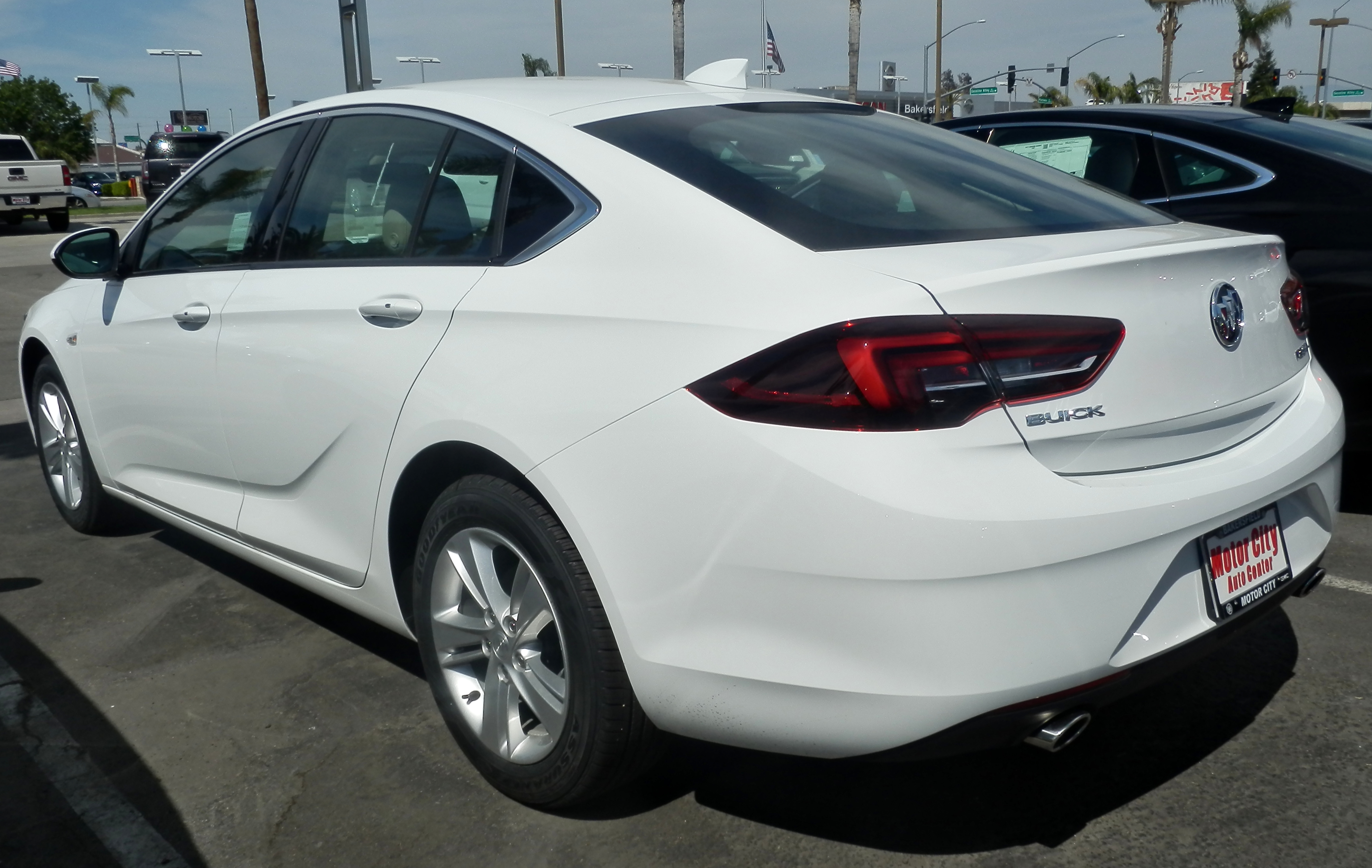
Heckansicht

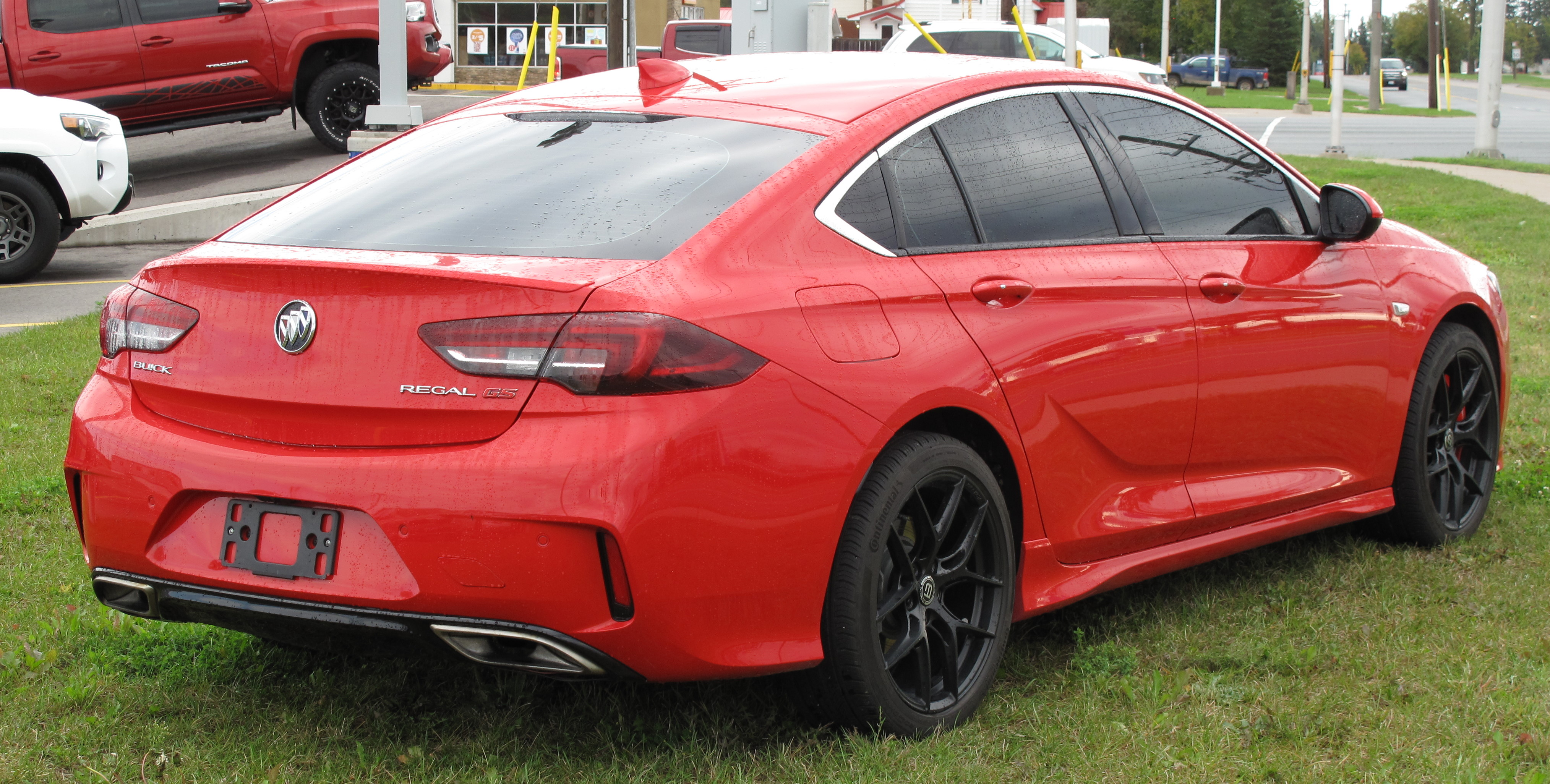
Buick Regal GS (2019–2020)

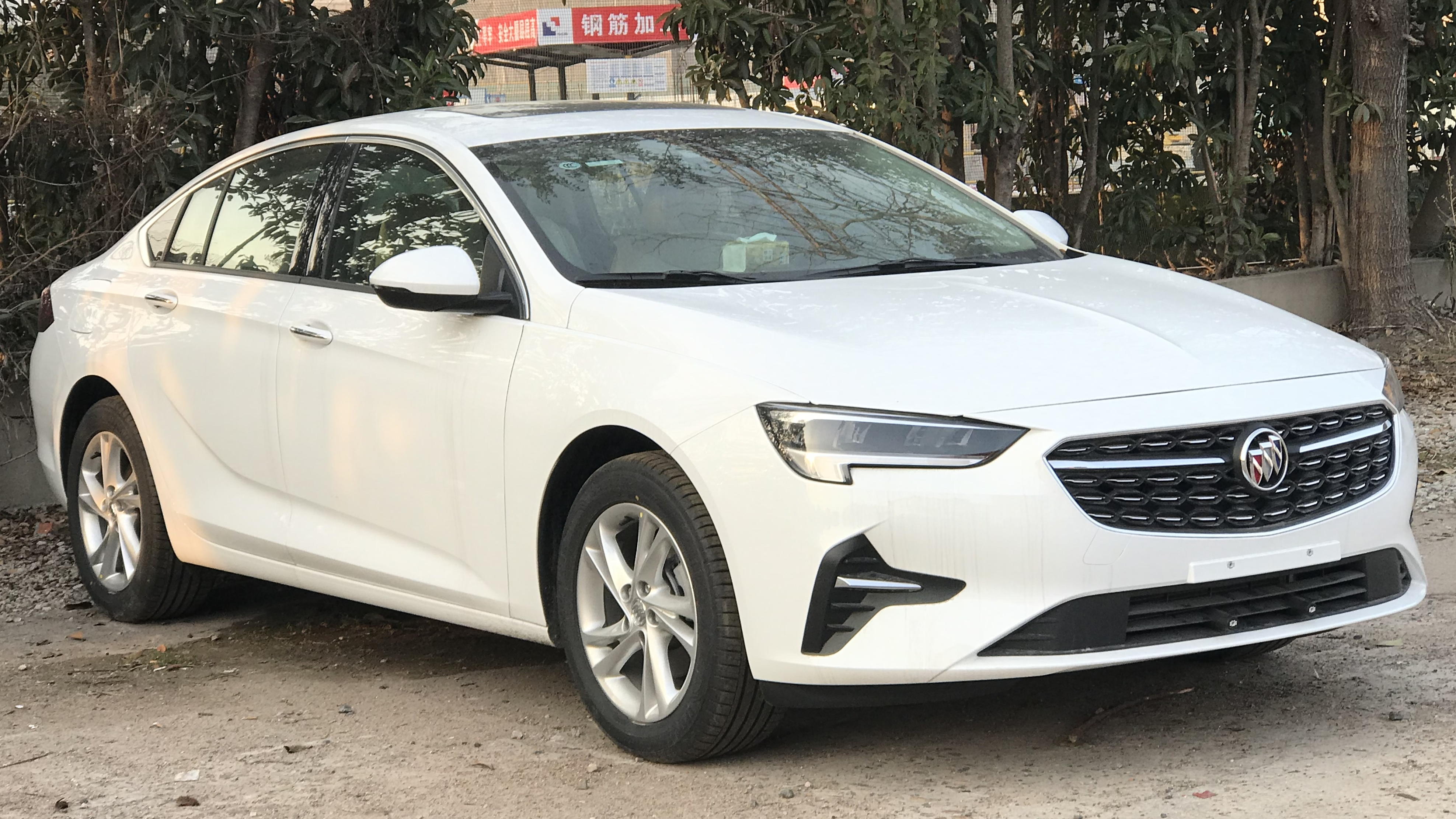
Buick Regal (2020–2023)

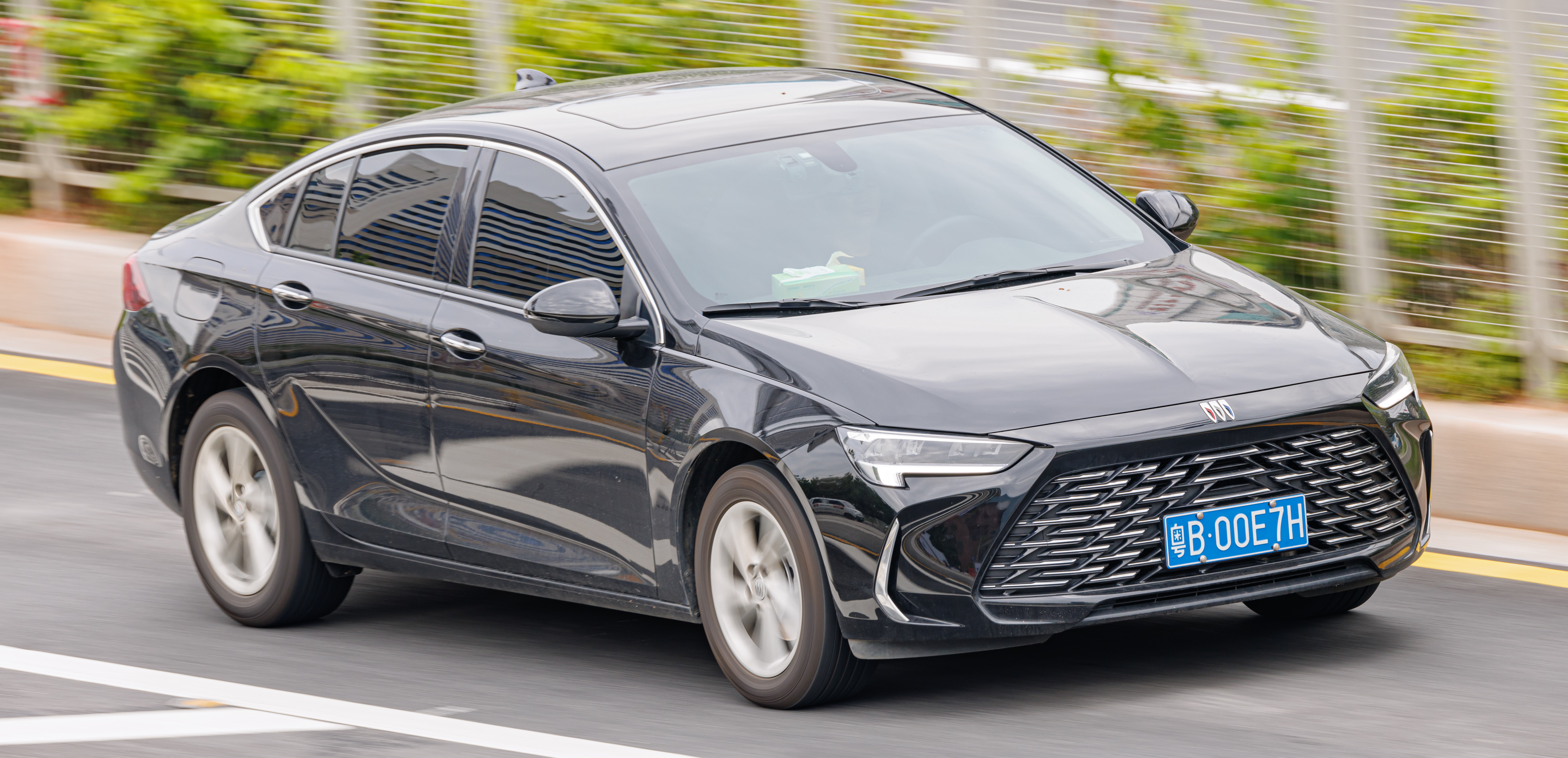
Buick Regal (seit 2023)

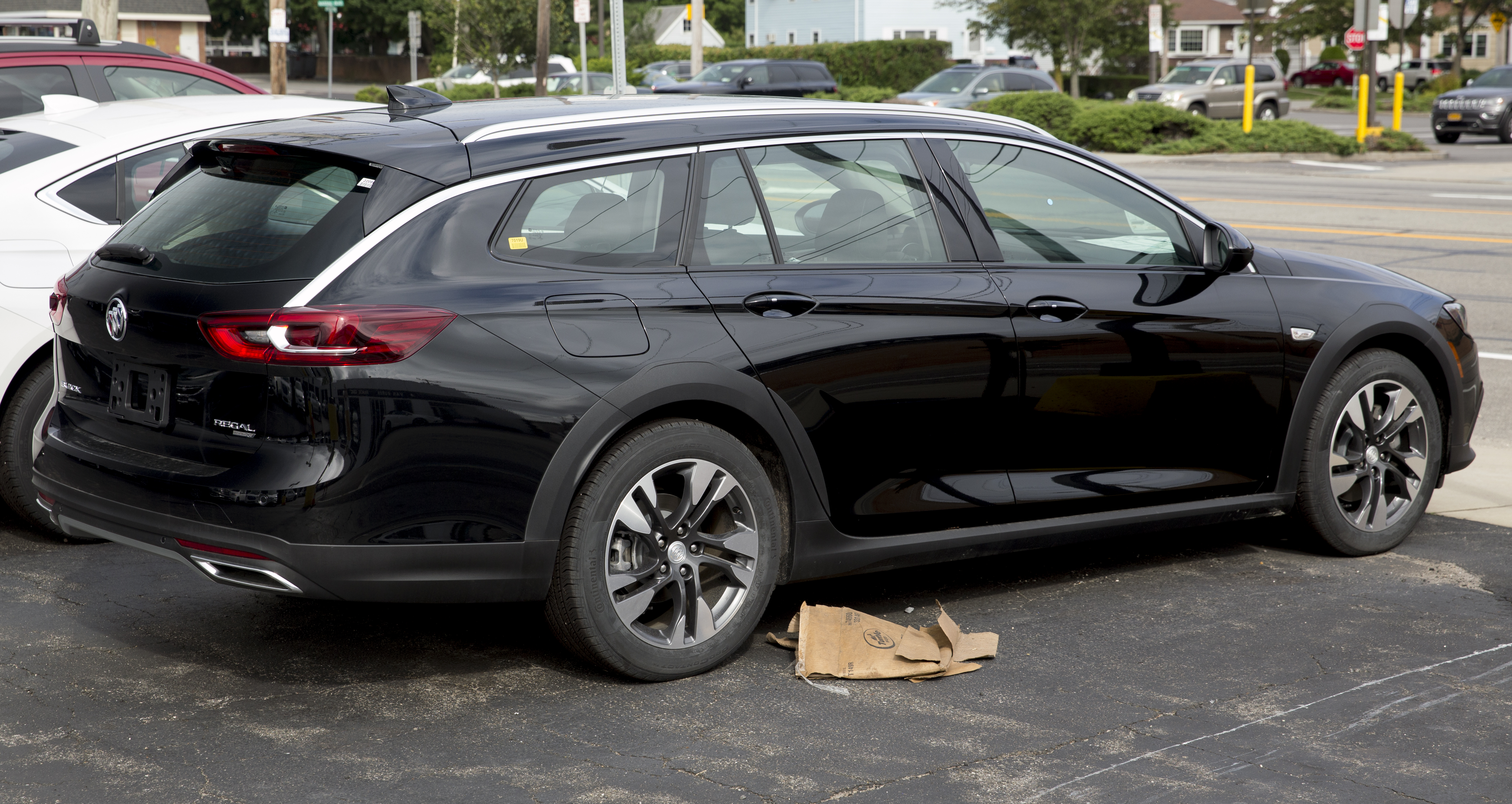
Buick Regal TourX (2017–2020)

Anfang April 2017 wurde der neue Buick Regal auf der New York International Auto Show vorgestellt. Wie das Vorgängermodell basiert dieser wieder auf dem Opel Insignia und wurde mit diesem für den nordamerikanischen Markt gemeinsam in Rüsselsheim gebaut, jedoch ist mit dem auf dem Insignia Country Tourer basierenden Regal Tour X neben der Limousine Regal Sportback eine weitere Karosserievariante im Angebot. Vom klassischen Kombi Insignia Sports Tourer gibt es kein Pendant im Buick-Modellprogramm.
Nach dem Modelljahr 2020 wurde der Regal in Nordamerika vom Markt genommen. In China wird er in überarbeiteter Form nach wie vor angeboten.

### Technische Daten
Als Antrieb standen zum Marktstart in China zwei Ottomotoren (aus dem Opel Insignia B) und ein Otto-Hybrid (aus dem Chevrolet Malibu) zur Auswahl. Der stärkste Ottomotor ist auch in einer sportlichen GS-Variante verfügbar. Diese stellt das Gegenstück zum Insignia GSi dar. In Nordamerika wird der Regal GS von einem 231 kW (314 PS) starken 3,6-Liter-V6-Ottomotor angetrieben.
|                                             | 30H (China)                                 | 552T (China)               | 20T (China)                | 28T (China)                | 652T (China)               | 28T (China)                | 2.0 (USA)                  | 2.0 AWD (USA)              | 3.6 GS (USA)               |
| ------------------------------------------- | ------------------------------------------- | -------------------------- | -------------------------- | -------------------------- | -------------------------- | -------------------------- | -------------------------- | -------------------------- | -------------------------- |
| Bauzeitraum                                 | 07/2017–12/2018                             | seit 08/2020               | 07/2017–08/2020            | 04/2020–08/2020            | seit 08/2020               | 07/2017–08/2020            | 07/2017–08/2020            | 07/2017–08/2020            | 07/2017–08/2020            |
| Motorart                                    | Ottomotor + 2 Elektromotoren                | Ottomotor                  | Ottomotor                  | Ottomotor                  | Ottomotor                  | Ottomotor                  | Ottomotor                  | Ottomotor                  | Ottomotor                  |
| Motorbauart                                 | R4 + 2 Elektromotoren                       | R4                         | R4                         | R4                         | R4                         | R4                         | R4                         | R4                         | V6                         |
| Hubraum                                     | 1796 cm³                                    | 1490 cm³                   | 1490 cm³                   | 1998 cm³                   | 1998 cm³                   | 1998 cm³                   | 1998 cm³                   | 1998 cm³                   | 3564 cm³                   |
| max. Leistung Verbrennungsmotor bei 1/min   | 94 kW (128 PS)/ 5000                        | 124 kW (169 PS)/ 5600      | 125 kW (170 PS)/ 5600      | 174 kW (237 PS)/ 5000      | 174 kW (237 PS)/ 5000      | 192 kW (261 PS)/ 5400      | 186 kW (253 PS)/ 5400      | 186 kW (253 PS)/ 5400      | 231 kW (314 PS)/ 6800      |
| max. Leistung Elektromotoren bei 1/min      | 60 kW (82 PS) / 4000 + 54 kW (73 PS) / 4000 | —                          | —                          | —                          | —                          | —                          | —                          | —                          | —                          |
| max. Systemleistung                         | 136 kW (185 PS)                             | —                          | —                          | —                          | —                          | —                          | —                          | —                          | —                          |
| max. Drehmoment Verbrennungsmotor bei 1/min | 175 Nm/ 4750                                | 250 Nm/ 1700–4400          | 252 Nm/ 2000–4000          | 350 Nm/ 1500–4000          | 350 Nm/ 1500–4000          | 350 Nm/ 2000–5000          | 353 Nm/ 2000–5200          | 353 Nm/ 2000–5200          | 382 Nm/ 5200               |
| max. Drehmoment Elektromotoren bei 1/min    | 275 Nm / 0–4000 + 140 / 0–4000              | —                          | —                          | —                          | —                          | —                          | —                          | —                          | —                          |
| max. Systemdrehmoment                       | 380 Nm                                      | —                          | —                          | —                          | —                          | —                          | —                          | —                          | —                          |
| Getriebe, serienmäßig                       | Stufenloses Getriebe                        | 9-Stufen-Automatikgetriebe | 9-Stufen-Automatikgetriebe | 9-Stufen-Automatikgetriebe | 9-Stufen-Automatikgetriebe | 9-Stufen-Automatikgetriebe | 9-Stufen-Automatikgetriebe | 8-Stufen-Automatikgetriebe | 9-Stufen-Automatikgetriebe |
| Antriebsart                                 | Allradantrieb                               | Vorderradantrieb           | Vorderradantrieb           | Allradantrieb              | Allradantrieb              | Allradantrieb              | Vorderradantrieb           | Allradantrieb              | Allradantrieb              |
| Höchstgeschwindigkeit                       | k. A.                                       | 205 km/h                   | 205 km/h                   | 240 km/h                   | 240 km/h                   | 240 km/h                   | k. A.                      | k. A.                      | k. A.                      |
| Beschleunigung, 0–100 km/h                  | 8,8 s                                       | 9,1 s                      | 9,5 s                      | 7,2 s                      | 7,1 s                      | 7,2 s                      | k. A.                      | k. A.                      | k. A.                      |
| Kraftstoffverbrauch auf 100 km (kombiniert) | 4,3 l Super                                 | 6,3 l Super                | 6,3 l Super                | 6,6 l Super                | 6,6 l Super                | 7,4 l Super                | 9,0 l Super                | 9,8 l Super                | 10,7 l Super               |
| Tankinhalt                                  | 49 l                                        | 55 l                       | 55 l                       | 60 l                       | 60 l                       | 62 l                       | 62 l                       | 62 l                       | 62 l                       |